# Mousqueton 1931
Le mousqueton 1931 (abrégé Mq. 31/K. 31/Kar. 31) est une arme militaire à répétition qui fonctionne selon le principe de la culasse à mouvement rectiligne (système Schmidt) du Fusil Schmidt-Rubin Modèle 1889, mais repensé par Adolf Furrer sous la dénomination : système W+F, culasse Furrer.
L'appellation "Schmidt-Rubin K31" est donc un abus de langage.
Produit à 721 680 exemplaires dès 1933, il a été introduit non pas par un réarmement général, mais peu à peu dans l'armée suisse dès 1935. Les derniers exemplaires militaires furent produits en 1958, 1972 pour les privés.
Le Mq. 31 utilise la munition 7,5 mm GP11. Il sera remplacé par le Fass 57 dès 1957. De nombreux tireurs continuent de l'utiliser et certains, à l'équiper pour le tir à longue distance (TLD). À la fin des obligations militaires, l'arme d'ordonnance peut être conservée par le soldat, elle passe ainsi du statut Armée à Privé et le marquage P est poinçonné sur l'arme. En plus de l'armée, le mousqueton 31 a été également distribué aux douanes, à la gendarmerie et forces de polices, à l'équipe suisse de tir ainsi qu'une série privée aux particuliers. En 1957, la Garde suisse pontificale fut dotée de 100 mousquetons 31 dont 20 furent remplacés en 1981. Dès 1991, les Fass 57 et les mousquetons 31 sont remplacés par le Fass 90.

## Présentation
Développé par le colonel Adolf Furrer (1873-1958), directeur de la Waffenfabrik de 1921 à 1940 et le colonel Robert Eduard Fierz (1883-1940), Chef du Service technique militaire du Département militaire fédéral, le mousqueton est l’arme personnelle du soldat suisse qui l’utilise comme arme de précision pour sa protection à courte distance, la grande précision de cette arme permet de toucher de très petits buts à des distances de plusieurs centaines de mètres.
Grâce à sa culasse à mouvement rectiligne qui permet une manipulation simple pour recharger, la cadence de tir est rapide. Un bon tireur peut tirer 10 à 12 coups bien ajustés par minute.

## Développement
Dans les années 1900, le soldat suisse est équipé du fusil 1911 pour l'élite et la landwehr (ce qui correspond approximativement à 40 % des effectifs de l'armée). Les troupes spéciales telles que la cavalerie, le génie, les mitrailleurs, les cyclistes, la subsistance, etc. sont équipés du mousqueton 1911 et le landsturm est doté du fusil 1889 avec sa munition la GP 1890 cylindro-hémisphérique.
Le fusil long M 1911 avec une longueur de 1 300 mm n'était guère adapté aux troupes de montagnes, cavalerie, génie et cyclistes d'où l'idée de développer une arme courte pour toutes les troupes. La précision du Mq. 11 par rapport au fusil M 1911 avait déçu les milieux des tireurs. Or en Suisse, l'arme personnelle de guerre est aussi l'arme de stand.
Mousqueton d'essais 1930
La W+F a tenté d'améliorer la précision du Mq. 11 en fabriquant 200 pièces avec un canon plus lourd (16,8 mm au lieu des 14,7 mm du Mq. 11) et un col de crosse plus étoffé. Appelé mousqueton d'essais 1930, le diamètre à la bouche revient à la cote de 14,7 mm ce qui permet l'utilisation du même porte-guidon que le Mq. 11.
Les essais furent peu satisfaisants et les armes furent cédées pour moitié aux gardes-frontières et moitié à la Garde suisse Vaticane, elles sont reconnaissables par un V devant le n° de l'arme.
- En 1929, le programme établi imposait les exigences suivantes ;

Longueur égale au Mousqueton 11
Maniement semblable.
Précision égale au fusil long.
Coût abaissé.
- En 1930, la W+F met au point le Mq. 31.

Dix exemplaires sont soumis à des tirs comparatifs avec le fusil M 1911 et le Mq. d'essais 1930 à l'école de tir de Wallenstadt et dans quelques sociétés de tir.
- En mai 1931, poursuite des essais avec 200 pièces (no 500 001 – 500 200) dans ;

Six écoles de recrues d'infanterie.
Une école de sous-officiers.
Des écoles de recrues d'armes spéciales.
Quarante sociétés de tir.
La performance du champion du monde de tir, Karl Zimmermann, fut très remarquée par le Conseil fédéral.
«...Au premier essai avec cette arme, M. K. Zimmermann, champion du monde de tir, a obtenu un résultat qui, il y a peu d'années encore, aurait fait sensation dans un match international de tir. Il avait cependant cette arme en main pour la première fois et ne s'était pas servi de cartouches spéciales... » (Message du Conseil fédéral du 17 mars 1933)
- Le 22 janvier 1932, par arrêté du Conseil fédéral, le Mq. 31 est déclaré d'ordonnance en remplacement du système 11.
- L'Assemblée fédérale arrête donc, le 16 juin 1933:

Art. 1. - Le mousqueton modèle 1931 est l'arme à feu de toutes les troupes portant fusil. Il leur sera remis graduellement à commencer par les compagnies de fusiliers et de carabiniers.(Dès 1935.)
Art. 2. - Les fantassins des brigades d'infanterie de montagne, qui portent encore le fusil et qui sont astreints aux cours de répétition, recevront en 1934 le mousqueton modèle 1911. Dès lors et jusqu'à la remise aux troupes du mousqueton 1931, les recrues des brigades d'infanterie de montagne recevront le mousqueton 1911.
Art. 3. - L'Assemblée fédérale prend acte de l'intention du Conseil fédéral de doter le landsturm, en 1934, du fusil 1911 ou 1896/11 (réalisant ainsi l'unité de munition ; auparavant, le landsturm était armé du fusil 1889).

## Données techniques
- Calibre : 7,5 × 55 mm (7,5 mm GP11)
- Longueur du canon: 652 mm
- Longueur totale : 1105 mm
- Partie rayée : 606 mm
- Nombre de rayures : 4
- Longueur du pas des rayures : 270 mm à droite. (10,63')
- Profondeur des rayures : 0,14 mm
- Largeur des rayures : 3,9 mm
- largeur du champ : 1,95 mm
- Tolérance : 7,50 à 7,56 mm[8]
- Pression max. des gaz : 3 200 atm. (~540 atm. à la bouche)
- Vitesse initiale : 780 m/s
- Magasin : 6 cartouches
- Poids du magasin vide : 145 g
- Poids de l’arme non chargée, avec bretelle et couvre-canon : 4 350 g
- Hausse : à joues, graduée de 100 à 1 500 mètres tous les 100 mètres
- Longueur de la ligne de visée: 568 mm (490 mm pour le Mousqueton 11)
- Numérotation attribuée au Département militaire fédéral : de 520 001 à 999 999[9]
- Nombre de pièces selon la nomenclature : 64
- Dispersion totale de l'arme selon le fabricant : 1 ‰ soit 30 cm à 300 mètres
- Coût de fabrication : CHF 115.-[10]

### Canon, culasse et boîte de culasse

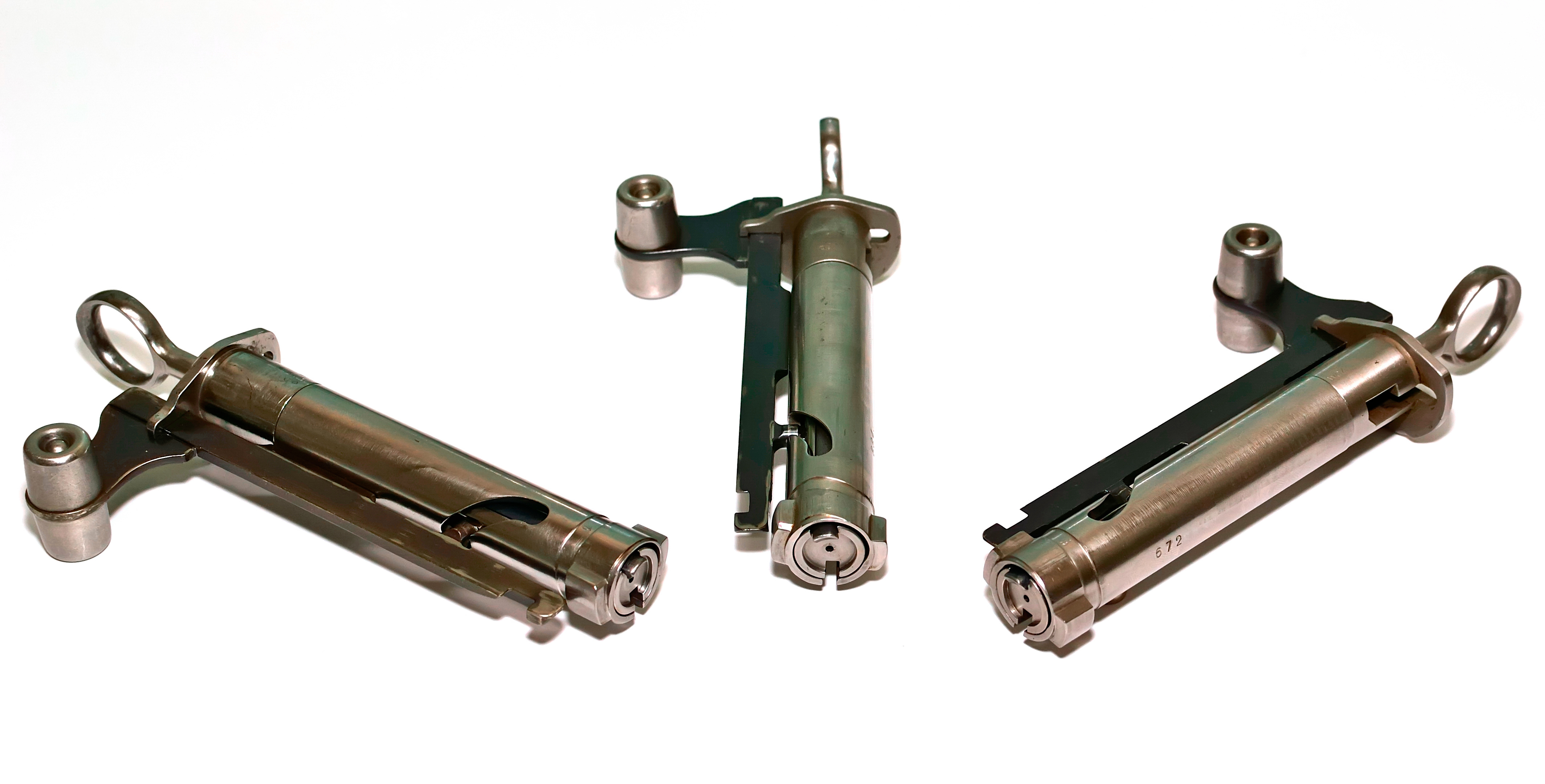
Culasse du Mq. 31

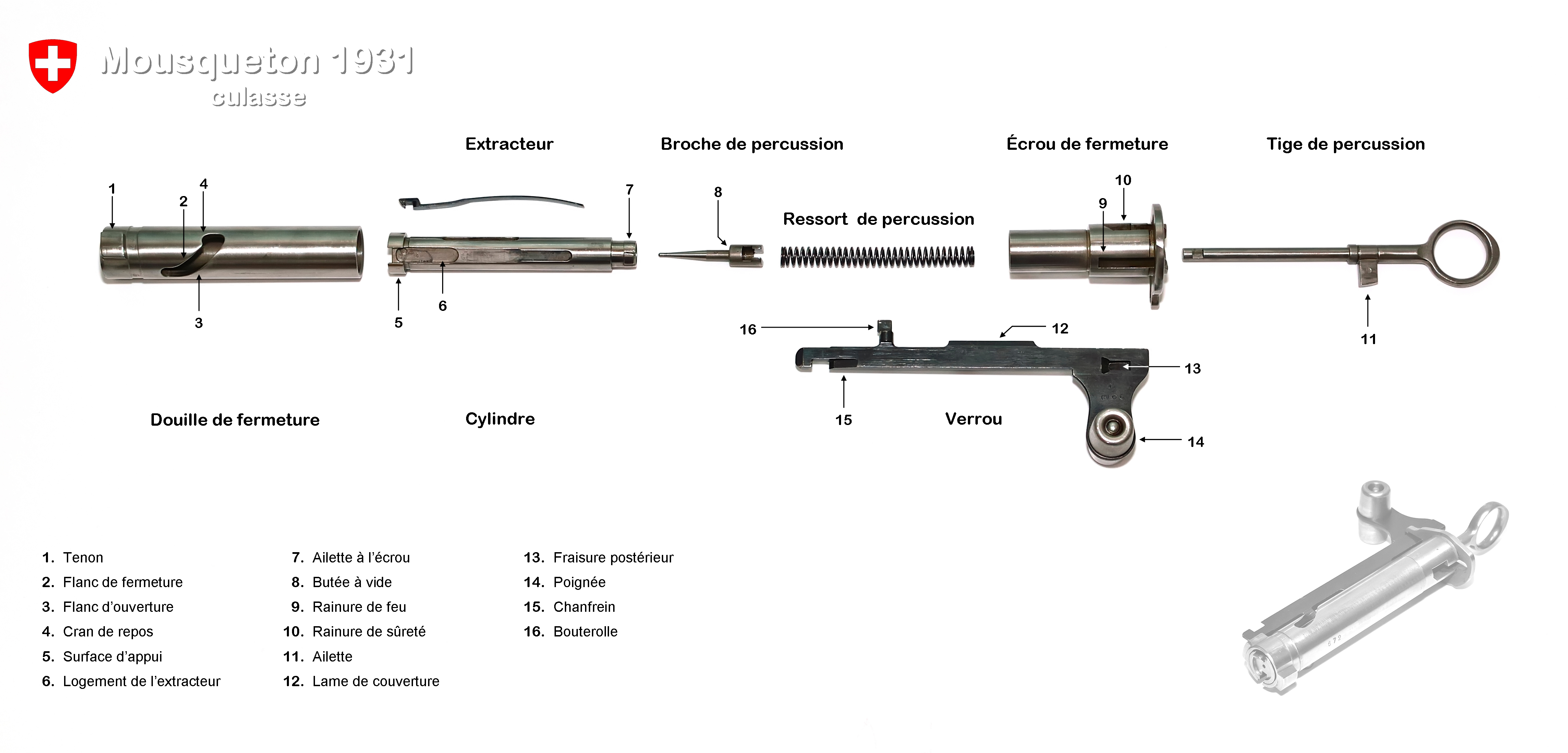
Culasse démontée du Mq. 31

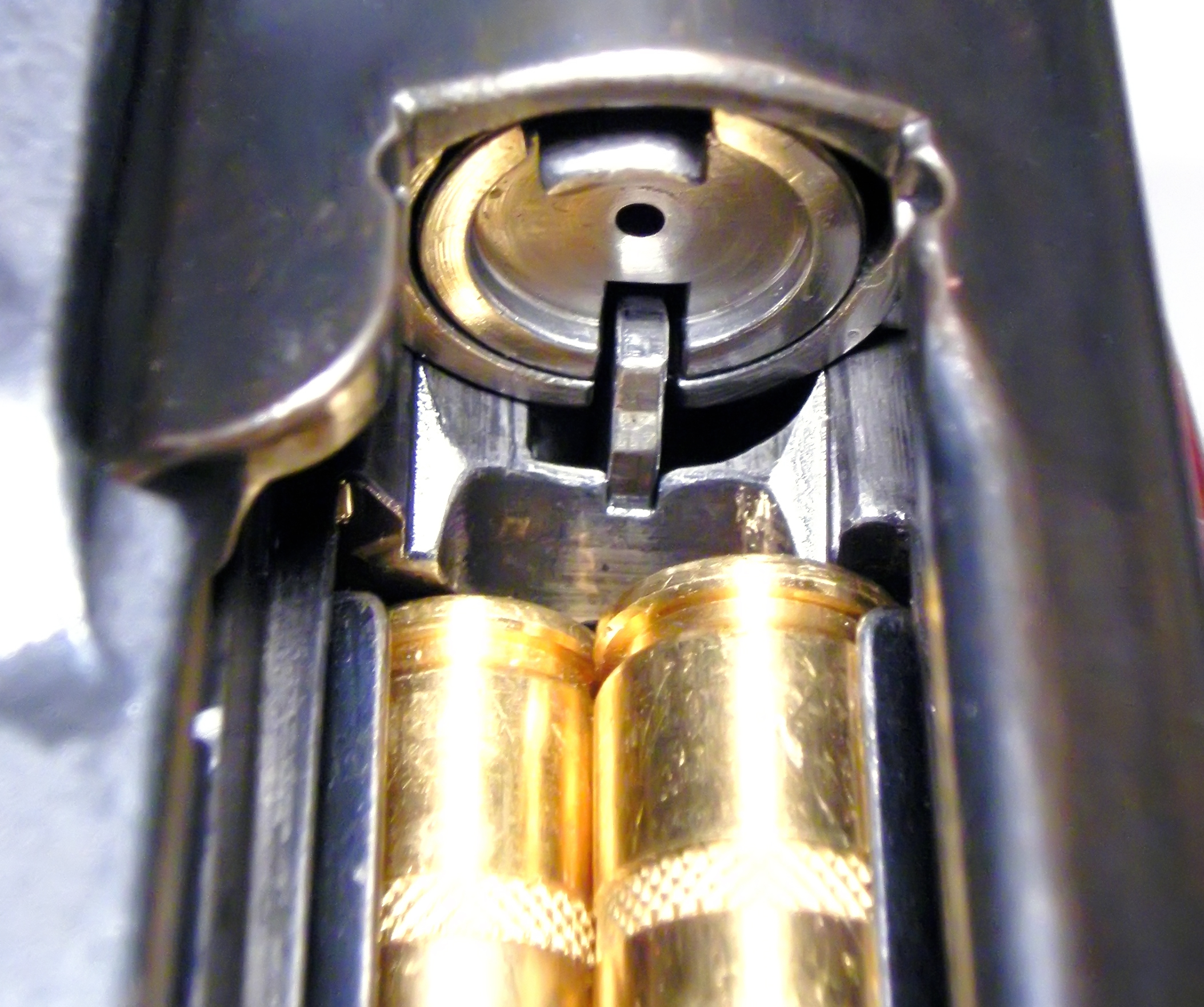
Extracteur (en haut) et éjecteur mobile (en bas)

Le mousqueton 31 diffère du système 1911 en de nombreux points.
Le corps du canon, du porte-guidon à la chambre à cartouche, a un diamètre extérieur de 16 à 20 mm et est plus étoffé que celui du mousqueton 11. (14 à 18 mm). Le diamètre extérieur à la bouche est de 14 mm pour les mousquetons (Mq. 11 et Mq. 31) et de 15 mm pour les fusils.
Le canon est en contact avec la monture à la hauteur de l'embouchoir et du col de la chambre à cartouche, (au niveau de l'embouchoir pour le garde-main), entre ces deux points, il est entouré d'une couche d'air de 2 mm.
L'extrémité postérieure du canon à surface hélicoïdale est la paroi antérieure de la chambre des contreforts. C'est sur cette paroi que le tenon de fermeture inférieur (de droite) va s'appuyer lors de l'ouverture de la culasse pour permettre d'extraire sans effort la douille qui colle dans la chambre.
Les trois derniers chiffres du numéro de série sont reportés sur le canon monté d'origine.
La culasse comprend 8 pièces. En intégrant le cylindre à l'intérieur de la douille de fermeture (et non pas dans son prolongement) on obtint une culasse plus courte (137 mm au lieu de 223 mm) donc un canon plus long de 60 mm comparé au mousqueton 11.
Les tenons de verrouillage se trouvent maintenant à l'avant de la culasse. (douille de fermeture), au milieu pour le système 11 et à l'arrière pour le Fusil Schmidt-Rubin 1889. La rigidité et donc la précision sont atteintes par la suppression du porte-à-faux et des vibrations. La liaison cylindre - écrou de fermeture est assurée par un verrouillage à baïonnette. (filetage carré pour le Mq. 11).
Le cylindre loge dans son bourrelet (cuvette de tir) le culot de la cartouche et transmet la pression des gaz (environ 1 500 kg) à la douille de fermeture.
Les deux demi-poignées du verrou sont en acier et rivetées à celui-ci, l'ébonite utilisée jusqu'alors s'étant révélée trop fragile.
La boîte de culasse contient les deux contreforts servant au verrouillage de la culasse qui est guidée par deux rainures conductrices obliques. L'éjecteur est mobile (fixe pour le Mq. 11).
L'appareil de percussion est composé de : la broche de percussion, du ressort de percussion, de la tige de percussion.
À l'ouverture de la culasse, la bouterolle arme l'appareil de percussion en ramenant en arrière la broche et la tige de percussion et en comprimant le ressort. L'encoche postérieure (cran de repos) de la rainure hélicoïdale de la douille de fermeture empêche que la bouterolle ne soit repoussée en avant par le ressort de percussion, l'appareil de percussion reste ainsi armé.
Le verrou comporte deux chanfreins, le chanfrein antérieur se loge, culasse fermée, dans la fraisure postérieure du verrou pour empêcher qu'il bouge au "reposez armes" exécuté trop vigoureusement.
Le chanfrein postérieur fixe de même la position de la culasse ouverte, le crochet saute dans son logement fraisé dans le bout avant du verrou pour empêcher qu'on arrache la culasse hors de sa boîte.
La détente est à double effet, le point d'arrêt (bossette) est à 800 g. et le départ à 2 kg.
L'appareil de détente est composé du levier de détente, la détente et la gâchette, le ressort de détente actionne ces trois parties assemblées.
Le magasin de six cartouches à double pile est amovible, il se garnit au moyen d'un chargeur de six coups introduits par l'ouverture de charge et par la pression de la naissance du pouce sur les cartouches. Noter le dégagement sur la droite de l'ouverture de charge réservant ainsi plus de place pour le pouce.

### Guidon et hausse

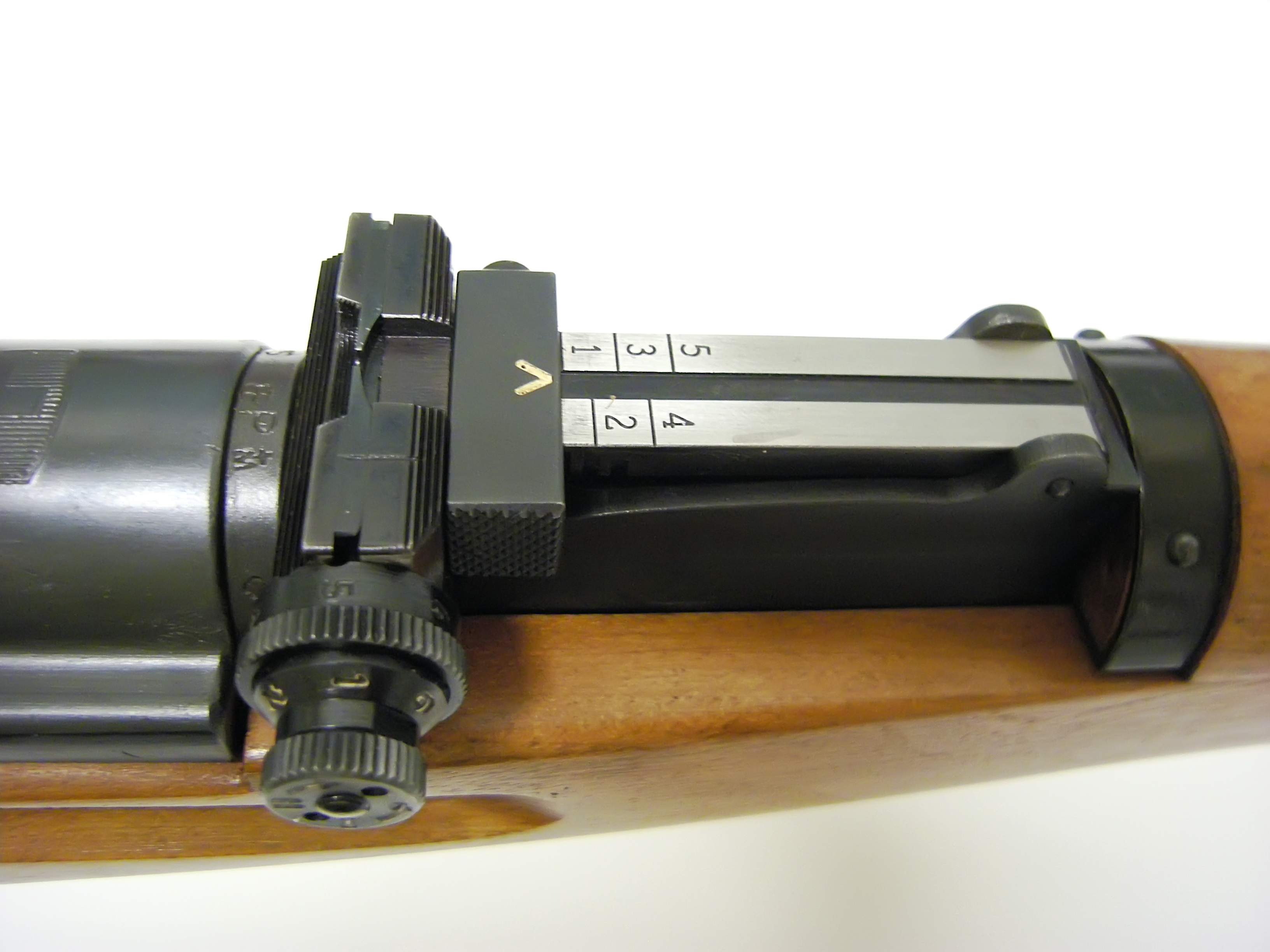
Hausse micrométrique Furter

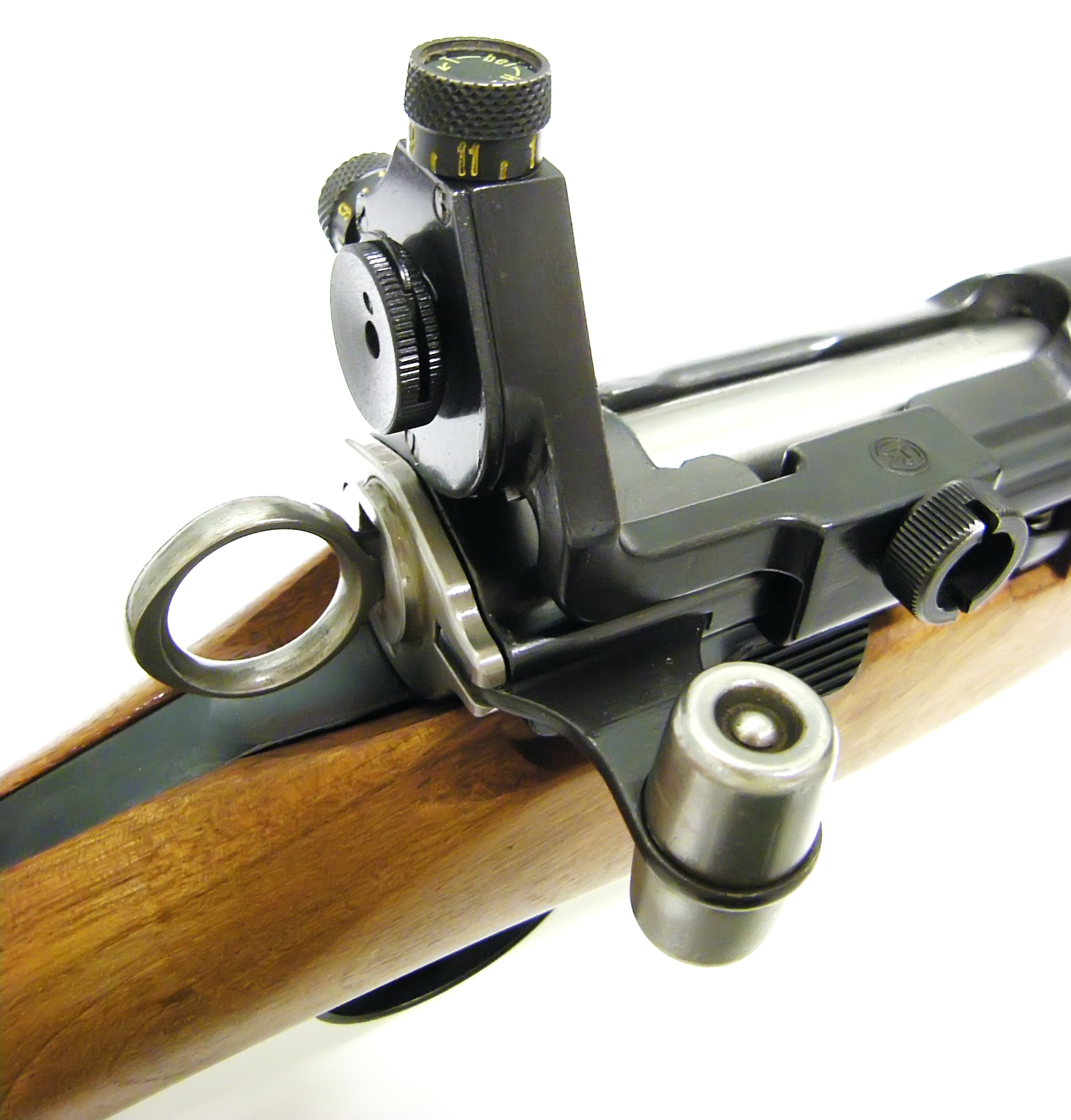
Dioptre W+F (type K) et son iris

Les organes de visées sont fixes au canon, la hausse à joues est brasée sur celui-ci. Elle est graduée de 100 à 1 500 mètres et incrémentée tous les 100 mètres. Le cran de mire est demi-rond.
Il existe des hausses ouvertes micrométriques ainsi que des dioptres adaptables et autorisés en stand.
L'encoche 1500 ne correspond pas à la portée maximale qui est d'environ 5 300 m. La portée verticale est de 2 500 m que le projectile atteint en 17 secondes.
Le guidon, à pointe carrée, est protégé latéralement, il est fixé au porte-guidon par une queue d'aronde et existe en 5 hauteurs différentes : (5,9 - 6,2 - 6,5 - 6,8 et 7,1 mm.) et en trois épaisseurs : (2 - 2,2 - 2,4 mm.) Le changement d'un guidon par un autre dans l'ordre des hauteurs, déplace le point d'impact de 16 cm. à 300 mètres.
La dérive se règle en déplaçant le guidon au moyen d'un outil particulier.
Un déplacement latéral de 1 mm déplace le point d'impact de 12 cm à 300 mètres. Le porte-guidon est fixé au canon par une "cheville au canon" (vissé pour le Mq.. 11).
Il est à noter que selon le règlement, les guidons du Mq. 31 ne doivent pas être montés sur le Zfk55.
Le 11 janvier 1963, le Département militaire fédéral (DMF) autorise les tireurs vétérans à utiliser pour le tir hors service le dioptre W+F.
Le dioptre allonge la ligne de mire à 760 mm et peut-être engagé de 50 à 600 mètres, il existe trois inserts pour le tunnel. (1,8 / 2.0 / 2,4 mm)
On peut engager les mousquetons jusqu'à la distance de 600 m si les buts sont visibles. On ne tient alors pas compte de la gerbe de l'arme, comme pour le mousqueton à lunette, mais de l'ensemble des gerbes des mousquetons.

### Acier
On distingue le type d'alliage ou procédé au marquage sur le tenon de recul;
AV = Acier - Vanadium
CN =  Chrome - Nickel
MO =  Molybdène
CMO = Chrome - Molybdène
SM = Siemens-Martin
On y trouve aussi le poinçon du fabricant;
W+F pour Waffenfabrik.
N avec un fusil en travers pour SIG.
Un marteau dans un cercle pour Hammerli.
Ainsi que le poinçon d'acceptation des pièces principales en forme de croix suisse.
Les pièces en acier trempé portent la marque d'essai de dureté Rockwell.

### Monture
La monture est en noyer, ou dès 1946 en hêtre étuvé de Tchécoslovaquie. (à partir du no 868'901)
Contrairement au Mq. 11, le Mq. 31 ne possède pas de douille de monture, la monture et le garde-main sont au contact du canon. L'ajustement du canon dans la monture se fait par une embase métallique (Schafteinlage) intercalée sous le tenon de recule. Les épaisseurs sont de 0,3, 0,5, 0,7 et 0,9 mm.
Contrairement au mousqueton 11, les rainures de prise sont placées de façon asymétrique sur la monture.
Sous la plaque de couche se trouve l'étiquette personnelle sur laquelle est inscrit le nom, l'année de naissance, l'incorporation (unité) et l'adresse du soldat auquel l'arme était attribuée.
On trouve sur certains tenons de baïonnette un triangle poinçonné qui indique que l'embouchoir a été recuit.

### Accessoires
Sachet d'accessoires.
Baïonnette.
Couvre-canon.
Couvre-canon

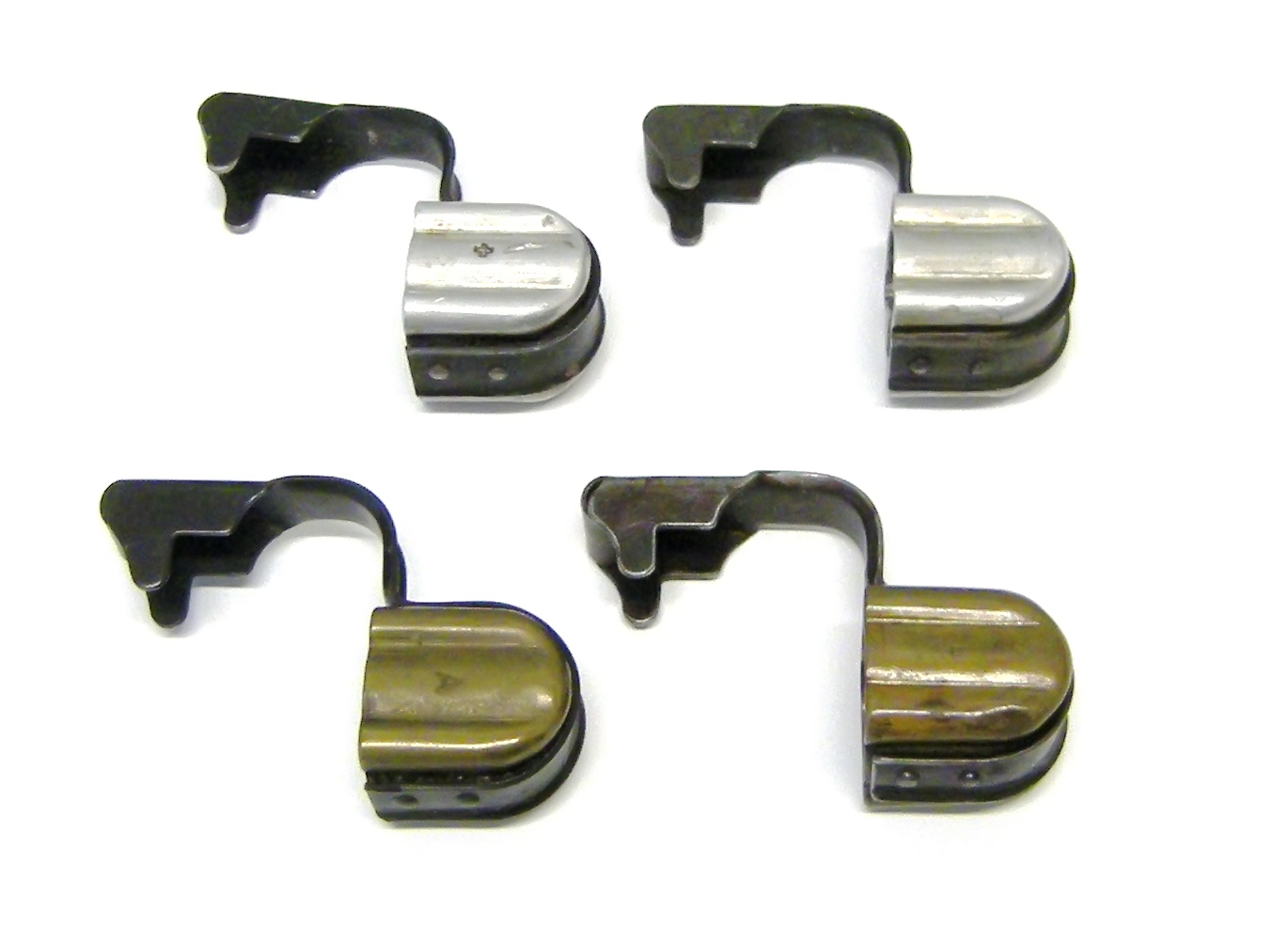
Couvre-canon (aluminium et laiton)

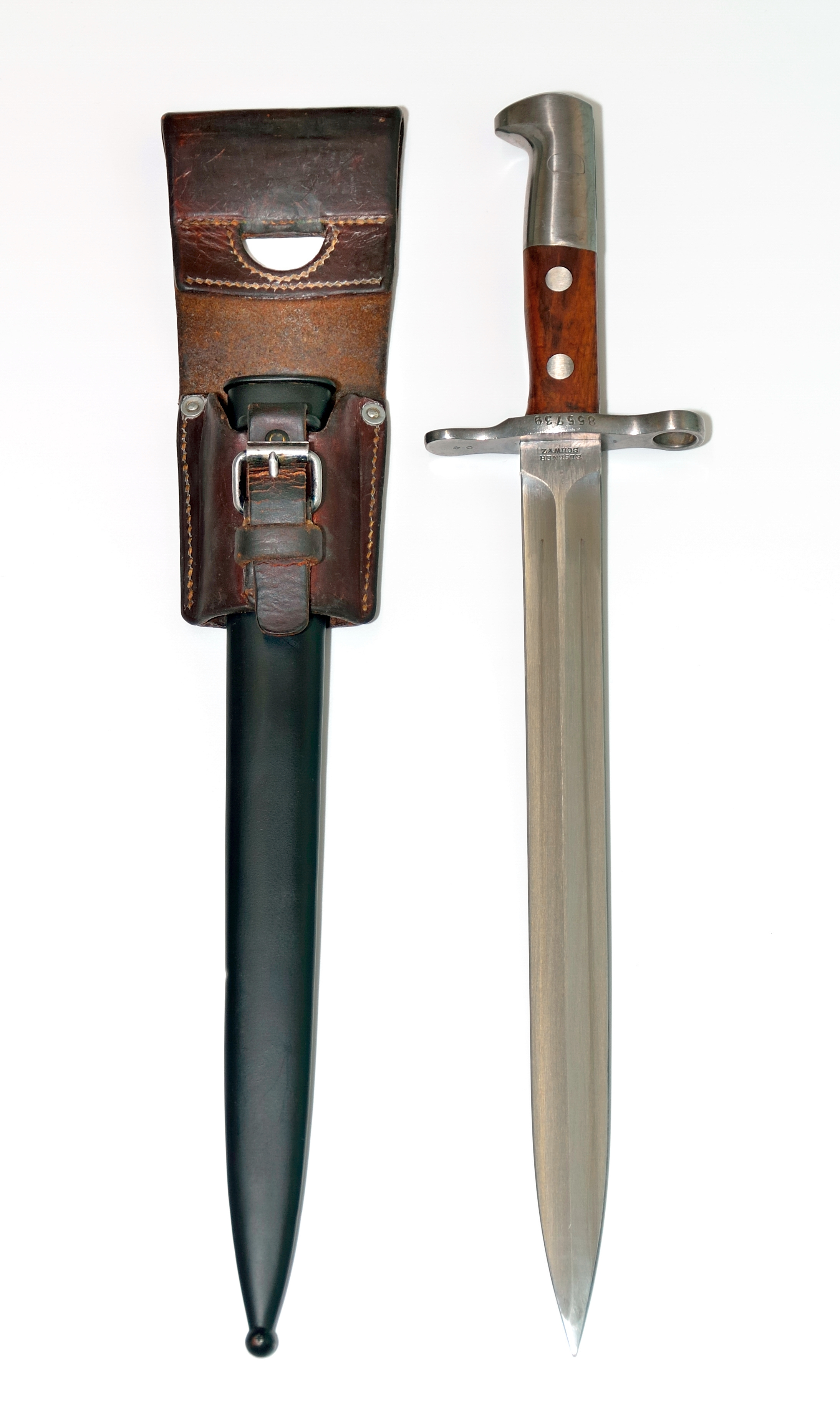
Baïonnette 1918

Il protège aussi le guidon et reste au canon aussi longtemps que le mousqueton n'est pas utilisé pour le tir.
À part les couvre-canons d'ordonnance, d'autres couvre-canons sont autorisés, en celluloïd, bakélite ou autre matière ou métal léger, pourvu qu'ils remplissent les conditions suivantes :
Poids ne dépassant pas 1,3 g
Tenus sur le canon par des nervures de façon à ne pas boucher hermétiquement le canon.
Ne pas rendre le couvre-canon étanche par un chiffon ou de la graisse (danger de gonflement).
Baïonnettes
Chaque mousqueton à sa propre baïonnette modèle 1918 ou 1918/55 frappée au même numéro que l'arme, sa longueur est de 430 mm et sa lame de 300 mm est à double tranchant.
Les Baïonnettes sans N° sont des pièces de réserve des arsenaux. Elles sont frappées (par un jeu de caractères réservé aux arsenaux) lors de l'échange du matériel cassé.
Le modèle 1918/55 se différencie par son pommeau un peu plus prononcé.
Dotation au combat
La dotation au combat en GP11 du soldat suisse était de 39 chargeurs de 6 cartouches. (234 cartouches)
1 dans le magasin.
8 dans les cartouchières.
18 dans la boîte à munition.
12 dans la bandoulière de guerre.

## Système de tir réduit et.22 lr

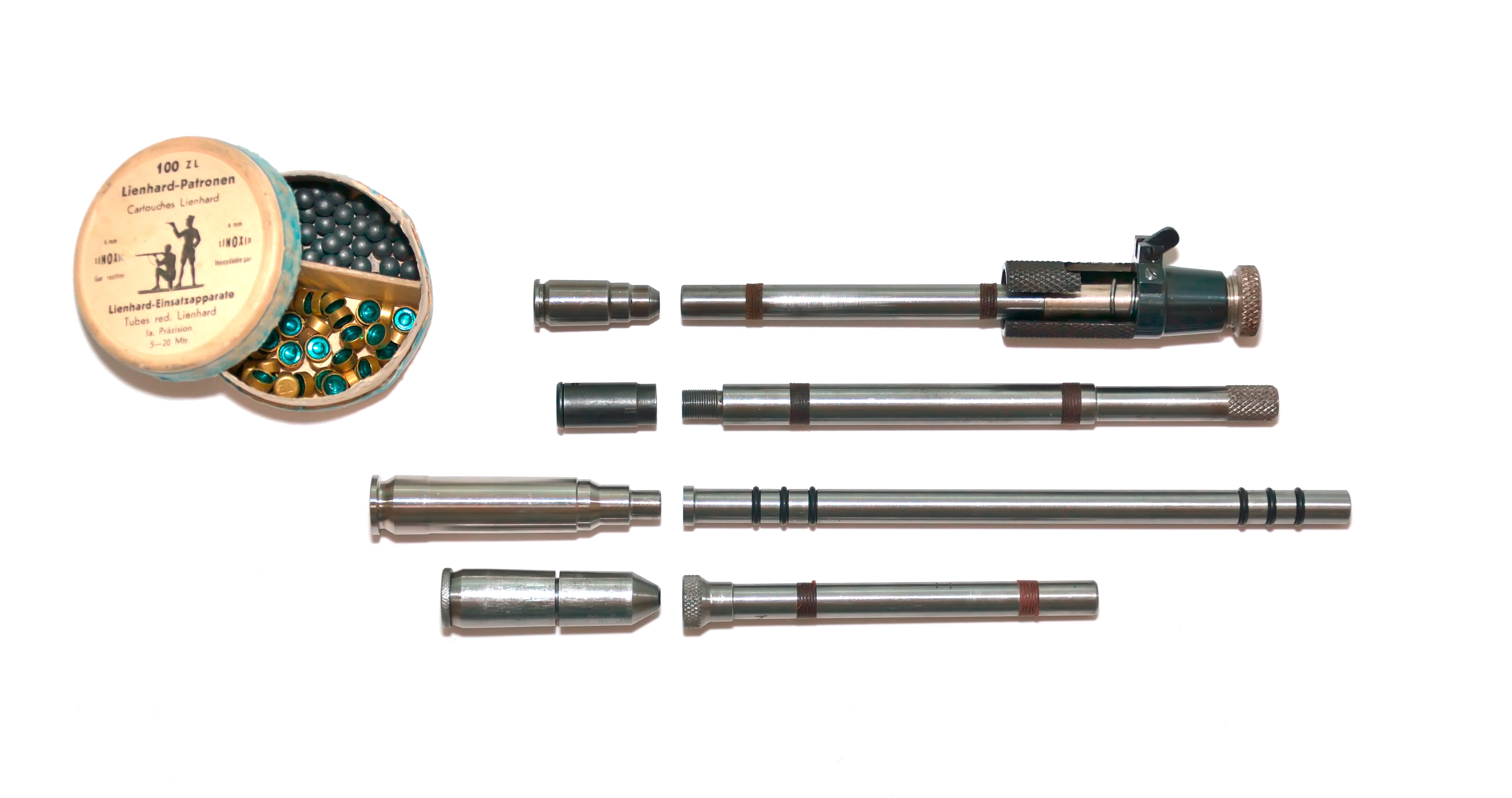
Système de tir réduit

Il existe plusieurs modèles pour armes longues ou de poings et de divers fabricants (système Lienhard, Alex, Gysi Einsatzhülse...), généralement de 4mm, 4mm RF long, 4,4 mm  conçus pour des distances de 5 à 25 m. Ils permettent l'entraînement de la visée et du départ du coup à faible coût.
Le système Lienhard est composé d'un canon rayé, d'une douille contenant un plomb de 0,47 gramme et une amorce de type Berdan. Ces tubes réducteurs ne sont plus utilisés et sont des pièces de collection.
Plus récemment (2010), un adaptateur autorise le tir de cartouches de.32 ACP dans le canon d'origine des armes chambrées en 7,5 × 55 sur une distance de 50 m ou encore le système Wyss Waffen TE 31/57 qui utilise des amorces large pistol et un tube réducteur de 4,5 mm. sur une distance de 3 à 12 mètres avec une vitesse de 150 m/s
- Les règlements d'ordonnances mentionnent de prendre garde aux points suivants ;

Sitôt le tir terminé, sors le tube-réducteur de ton arme.
Nettoie à fond le canon et la chambre à cartouche.
Enlève tous les résidus de poudre ou de plomb.
Le nettoyage approfondi de la chambre à cartouche est très important. Lors du tir avec un tube-réducteur, il se dépose une quantité de résidus de poudre dans la chambre à cartouche. Si on en néglige le nettoyage, on risque d'avoir des dérangements (douille coincée).
On trouve également des modèles en.22Lr monocoup et des Mq. 31 "P" modifiés par des armuriers privés ainsi qu'un kit d'adaptation.22Lr. Noter que ses modifications ne sont pas d'ordonnance (non réglementaire). L'armée suisse n'a jamais utilisé d'armes de petit calibre pour l'entraînement ou les exercices de combat mais développé des munitions d'exercice reconnaissable au numéro commencent par 592 (voir la Classification et caractéristiques des munitions dans l'armée suisse).
Le fusil M1897 du corps des cadets comporte une hausse avec une double graduation, une (à gauche) pour la cartouche d'ordonnance GP90 et l'autre (à droite) pour la cartouche à charge réduite (592-5076).
Plusieurs entreprises ont proposé des armes dont la ligne et la mécanique se rapprochaient plus ou moins du Mq. 31, comme Furter à Olten, Lienhard à Kriens ou Luthy à Neuchâtel.
Le Lienhard Anschütz "modèle 57"  et les Hämmerli KKSD 551 et 552 sont des exemples. Ces armes, rares et très précises, sont recherchées par les collectionneurs.
Une version monocoup en.22lr limitée à 500 exemplaires a été produite pour le 700e anniversaire de la Confédération suisse 1291-1991.

## Le mousqueton 31 aujourd'hui
C'est l'une des armes favorites des tireurs à l'arme règlementaire. Le Mq. 31 se prend facilement en main, son mécanisme est très doux, sa crosse confortable, son approvisionnement aisé, son armement très rapide (6 fois plus vite qu'un fusil à verrou classique), ses organes de visée ouverts sont simples mais très efficaces et lisibles. Les réglages ne nécessitent aucun outillage particulier.
Les dioptres règlemenaires en font une arme extrêmement précise à 200 m en catégorie "modifié".
Le Mq. 31 est utilisé dans son calibre d'origine (GP11), rechambré (30-284) ou fretté (300 savage).
On trouve également des exemplaires en .30-06 Springfield, .307 Winchester, .308 Winchester et.350 Rem. Mag..
Pour marquer les 80 ans du mousqueton 31, une version commémorative a été fabriquée en série limitée.

## Entretien de l'arme

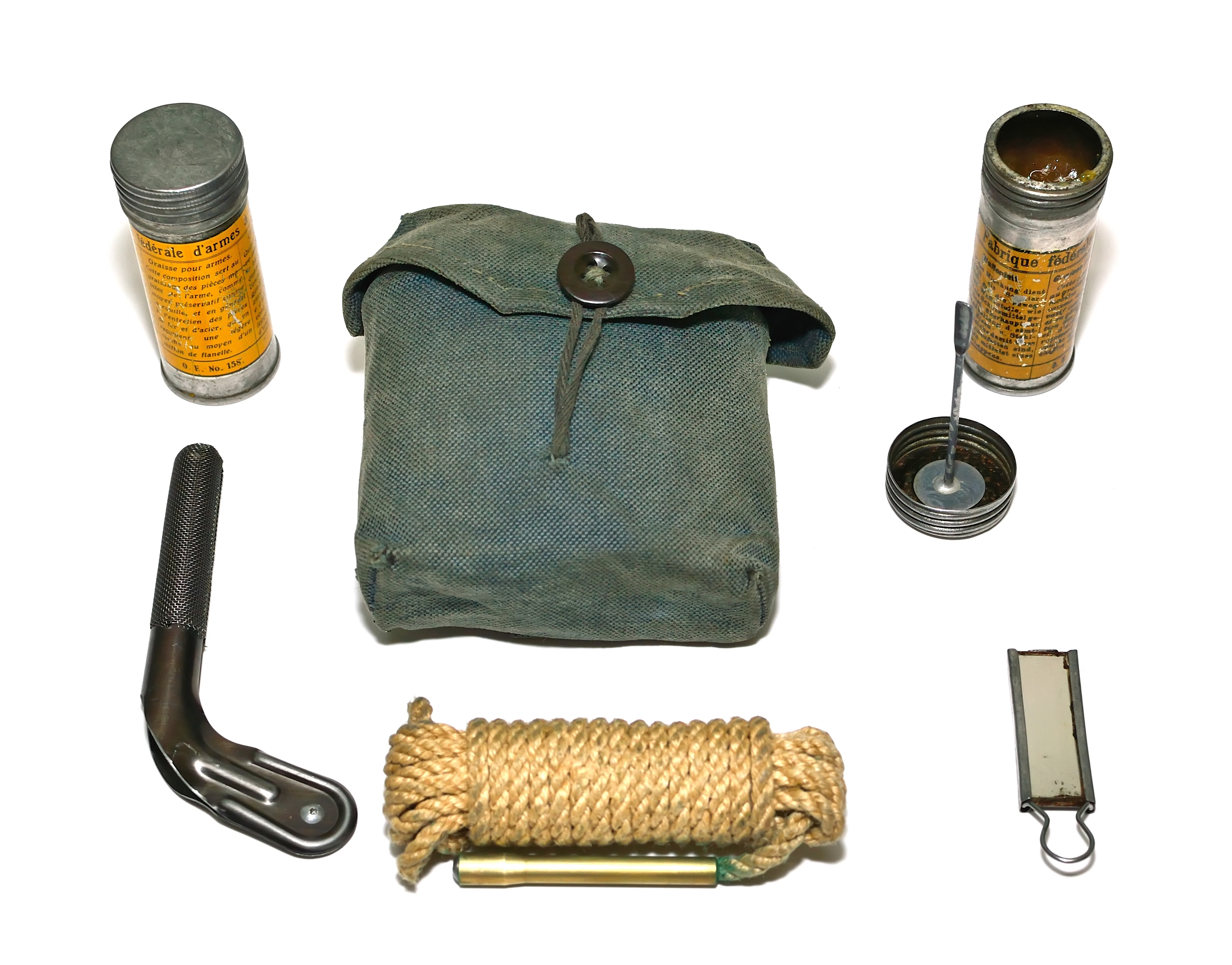
Sachet d'accessoires

Chaque tireur est responsable de l'entretien de son mousqueton.
Il est interdit :
De porter plusieurs mousquetons sur la même épaule;
De charger des armes non emballées sur des véhicules;
D'obstruer la bouche du canon avec de la graisse ou avec un chiffon;
D'utiliser des mousquetons comme brancards;
D'apporter une modification quelconque à l'arme.
Le tournevis du couteau militaire sert au démontage et au remontage de l'arme.
Nettoyage
Nettoyage Journalier
Le nettoyage journalier se fait lorsque l'arme n'a été que légèrement salie lors de son emploi journalier, il comprend :
Le retrait des cartouches ;
Le nettoyage extérieur de l'arme, puis un léger graissage ;
Le contrôle de fonctionnement.
Nettoyage après le tir
Le nettoyage après le tir se fait après chaque tir ; il comprend :
Le retrait des cartouches ;
Le démontage d'arme ;
Le nettoyage et le graissage du canon et de la chambre à cartouche ;
Le nettoyage et le graissage de la culasse, de la boîte à culasse et du magasin ;
Le remontage de l'arme ;
Le contrôle de fonctionnement.
Nettoyage approfondi
Le nettoyage approfondi se fait après une période de mauvais temps, il comprend:
Le retrait des cartouches ;
Le démontage d'arme ;
Le nettoyage et le graissage du canon et de la chambre à cartouche ;
Le nettoyage et le graissage de toutes les autres pièces;
Le remontage de l'arme ;
Le contrôle de fonctionnement.
Nettoyer le mousqueton après chaque emploi, graisser l'intérieur du canon à chaud immédiatement après tout tir à balle ou à blanc.
Par temps sec, il suffit d'essuyer, puis de graisser extérieurement l'arme et la culasse.
Après un tir à balles, à blanc ou avec les cartouches propulsives, procéder à un nettoyage plus poussé de même si l'arme est très encrassée ou mouillée.
- Nettoyage des parties métalliques

Les parties métalliques de l'arme doivent être frottées avec un chiffon sec, le nettoyage terminé, frotter légèrement toutes les parties métalliques avec un chiffon propre et imbibé de graisse. Graisser particulièrement les surfaces de frottement et tout spécialement le verrou et la douille de fermeture, il ne faut graisser ni le percuteur, ni le canal de percussion.
- Nettoyage du canon

Il faut réintroduire la douille de fermeture pour éviter que l'éjecteur n'abîme le cordeau.
Le cordeau est introduit par la boîte à culasse, le treillis doit être bien graissé et en suffisamment bon état pour qu'il pénètre dans les rayures du canon.
Le cordeau doit être tiré par deux hommes exactement dans l'axe de l'âme du canon, à la fin de chaque traction le treillis doit sortir du canon.
Après avoir ainsi enlevé les résidus de poudre, il faut enrouler un chiffon de coton mince autour du cordeau en avant du treillis et nettoyer ainsi à nouveau le canon jusqu'à ce qu'il soit propre.
Le canon est ensuite contrôlé, en attachant une importance particulière à la propreté des rayures, puis graissé.
Pour ce faire, il faut enrouler un chiffon de coton mince bien graissé en avant du treillis, puis passer le cordeau. On peut aussi utiliser la baguette.
- Nettoyage de la chambre à cartouche

La chambre à cartouche se nettoie au moyen de la curette, si la curette ne serre pas assez dans la chambre à cartouche, il faut l'ouvrir un peu avec un tournevis.
- Nettoyage des parties en bois

Les parties en bois, monture et garde-main doivent être nettoyées avec un chiffon sec.

### Démontage de la culasse
Prendre la culasse dans la main gauche, placer l'ailette de la tige de percussion entre les deux rainures de l'écrou.
Soulever la bouterolle du verrou hors de l'encoche de la douille, ensuite en le poussant vers l'avant, sortir le verrou de la rainure de l'écrou de fermeture.
Le majeur et le pouce tiennent les deux tenons de fermeture, tourner d'un quart de tour l'écrou de fermeture, et séparer le dispositif de percussion de la douille de fermeture.
Séparer le cylindre de la douille de fermeture
Détendre le ressort de percussion en plaçant l'ailette de la tige de percussion dans la rainure de feu, comprimer le ressort de percussion, enlever le percuteur, le ressort de percussion et la tige de percussion de l'écrou de fermeture.
Soulever l'extracteur de 3 mm avec le tournevis, puis le pousser en avant. (ne démonter que rarement à cause du danger de rupture ou de déformation du ressort).

## Point à viser

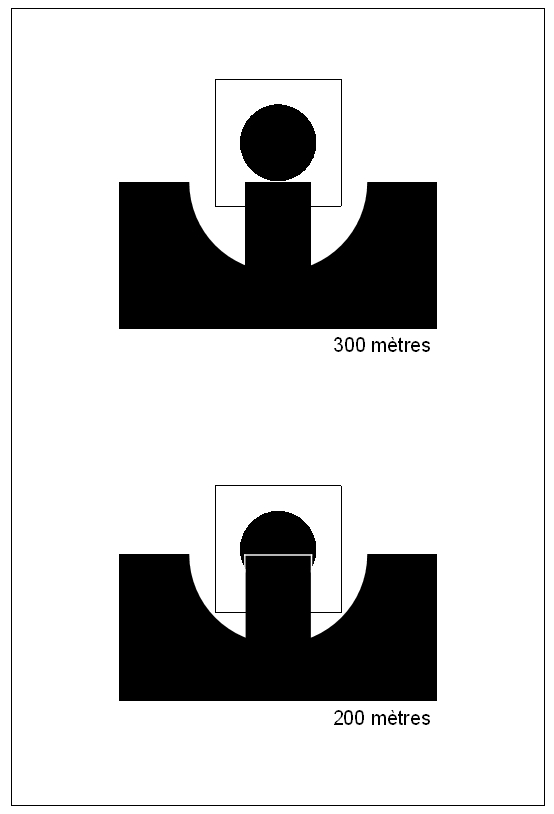
Visée du Mq.. 31

Le tir est réglé "au centre" du visuel pour les distances 100 et 200 mètres (le point visé est le point d'impact).
Pour 300 m par contre, il est réglé "au bas du visuel" de 60 cm, le point d'impact est donc de 30 cm au-dessus du point visé.
(Si les coups ne sont pas dans le cercle de 60 cm à 300 m remettre l'arme à l'arsenal pour réparation).
| Distance de tir | Position de la hausse | Point à viser plus bas que le touché |
| --------------- | --------------------- | ------------------------------------ |
| 100 m           | 100                   | 0 cm (en plein)                      |
| 200 m           | 200                   | 10 cm (en plein)                     |
| 300 m           | 300                   | 30 cm                                |

## Performances et dispersion de l'arme

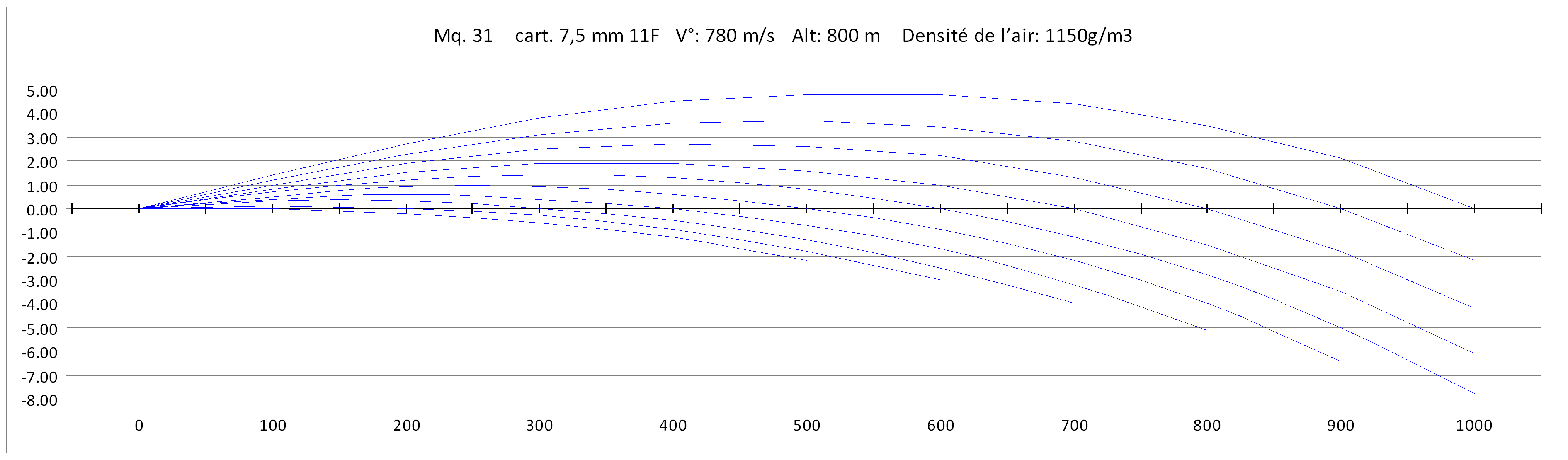
Graphique des ordonnées du Mq.. 31

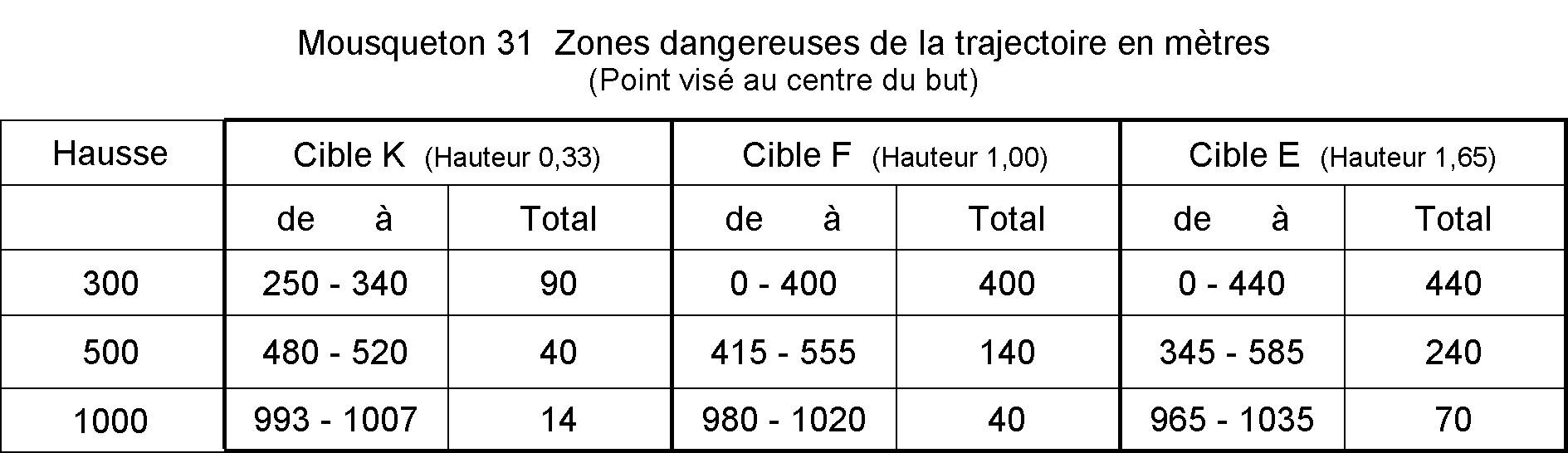
Zones dangereuses du Mq.. 31

Groupement des touchés à 300 mètres : 10 coups dans le 8 soit un diamètre de 30 cm et 50 % des impacts dans un rectangle de 6 × 8 cm
Le Mq. 31 obtient au banc de tir un total de 239 points contre 241,3 points pour le Zfk55 sur un maximum de 250 points à 300 mètres.
En 1946, M. Otto Horber, obtient (à hausse ouverte) 1 160 points sur 1200 aux trois positions.
Selon règlement, il s'écoule 1⁄100 de seconde entre le moment où la détente agit et celui où la broche de percussion frappe l'amorce. 1,5 ⁄1 000 de seconde plus tard, le projectile sort de la bouche du canon, traverse ¹⁄₂ seconde plus tard la cible à 300 mètres puis arrive à 1 000 mètres 1,5 seconde plus tard avec une vitesse de 380 m/s, 300 à 1 500 m, 250 à 2 000 m et 180 à 3 000 m.
La zone dangereuse est la portion de la ligne de mire à l'intérieur de laquelle un but d'une hauteur donnée peut encore être touché avec la même hausse et le même point à viser.
Plus la zone dangereuse est grande, plus il est probable que la trajectoire moyenne pourra être portée dans le but.
|        | Banc d'essai | Bon tireur |
| ------ | ------------ | ---------- |
| 100 m  | 1 x 2        | 5 x 4      |
| 200 m  | 3 x 4        | 9 x 8      |
| 300 m  | 4 x 6        | 12 x 12    |
| 400 m  | 6 x 9        | 17 x 17    |
| 500 m  | 8 x 12       | 21 x 23    |
| 600 m  | 11 x 16      | 25 x 29    |
| 700 m  | n/a          | 30 x 35    |
| 800 m  | 15 x 27      | 34 x 41    |
| 900 m  | n/a          | 38 x 47    |
| 1000 m | 21 x 43      | 42 x 54    |

- NB: La dispersion moyenne est basée sur l'ancienne méthodologie du groupement des touchés.

Les données sont des valeurs moyennes obtenues à partir de nombreuses séries.

## Grenades à fusil

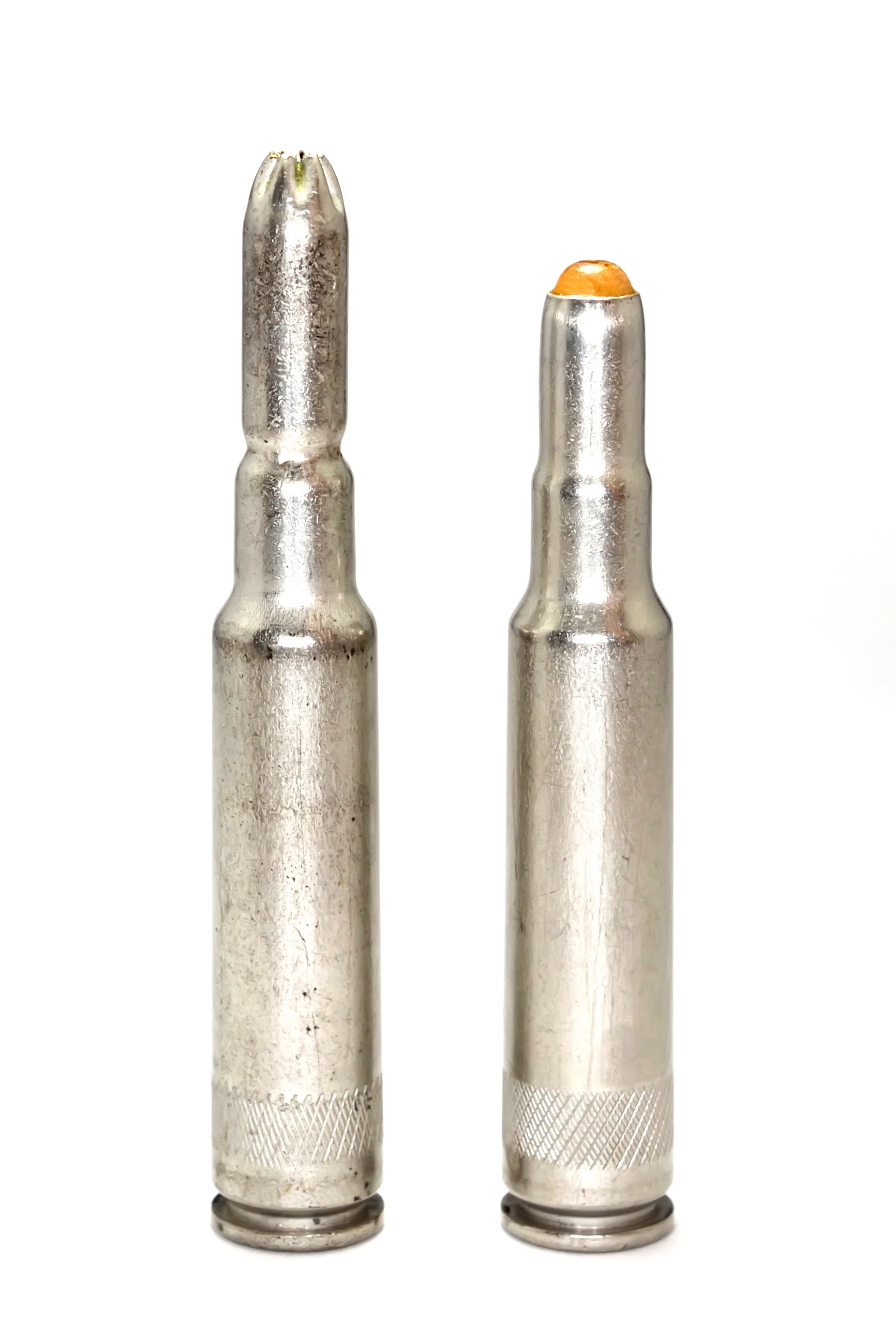
Cartouches propulsive 44 et sa variante

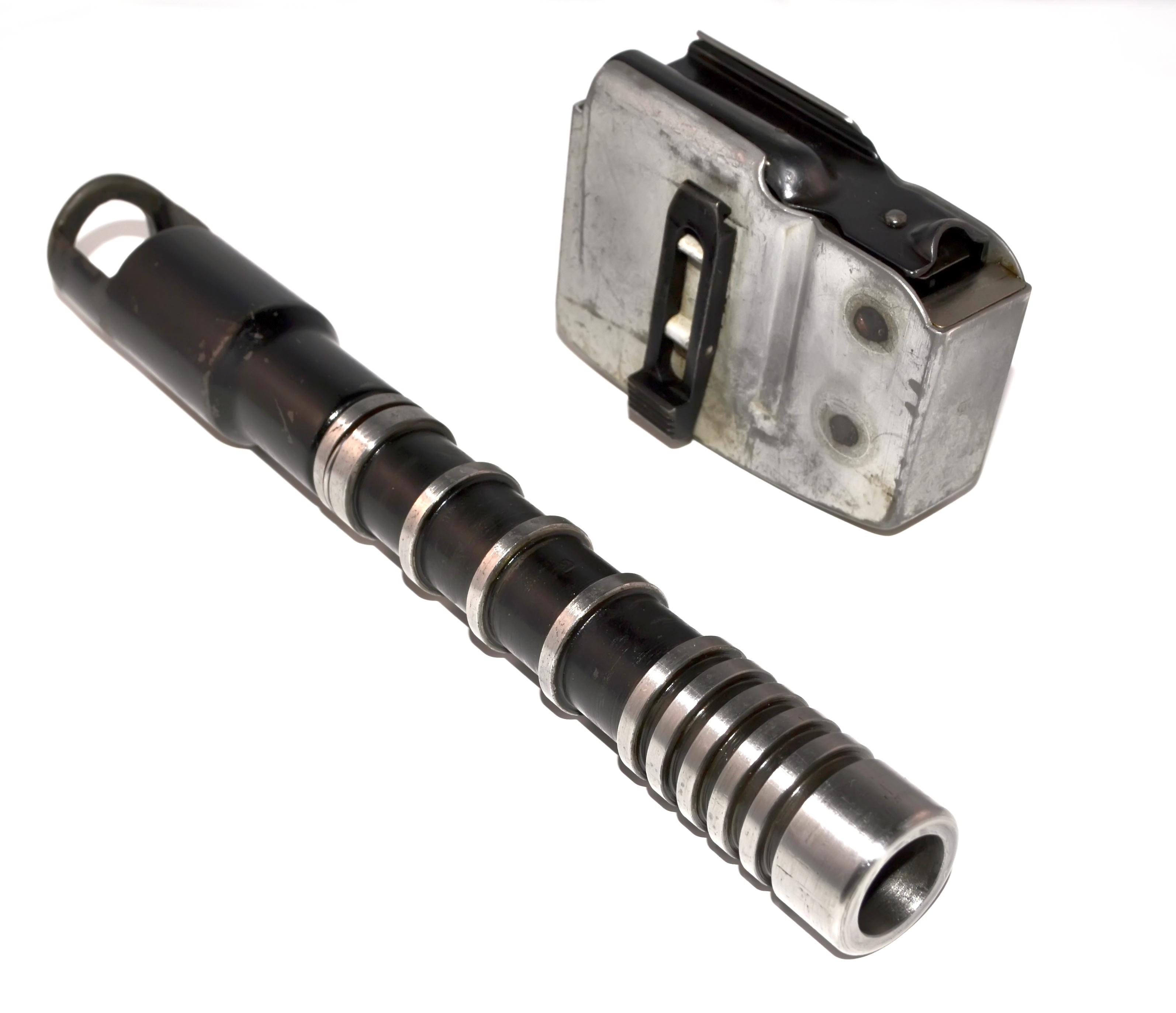
Tromblon (nouveau modèle) et magasin blanc du Mq.. 31

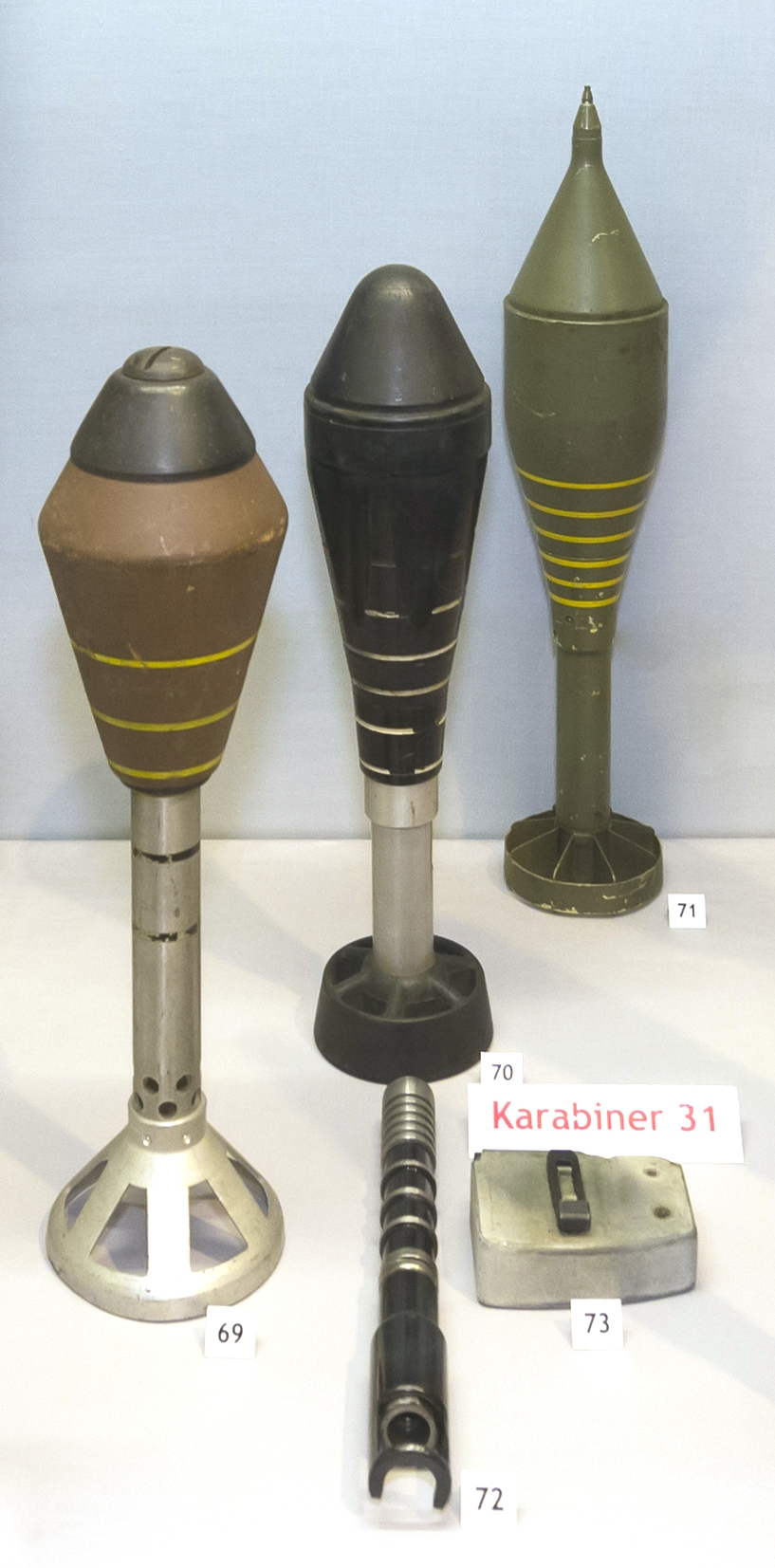
Grenade d'exercice Ex-WG (ancien et nouveau modèle) et Pz-WG 48

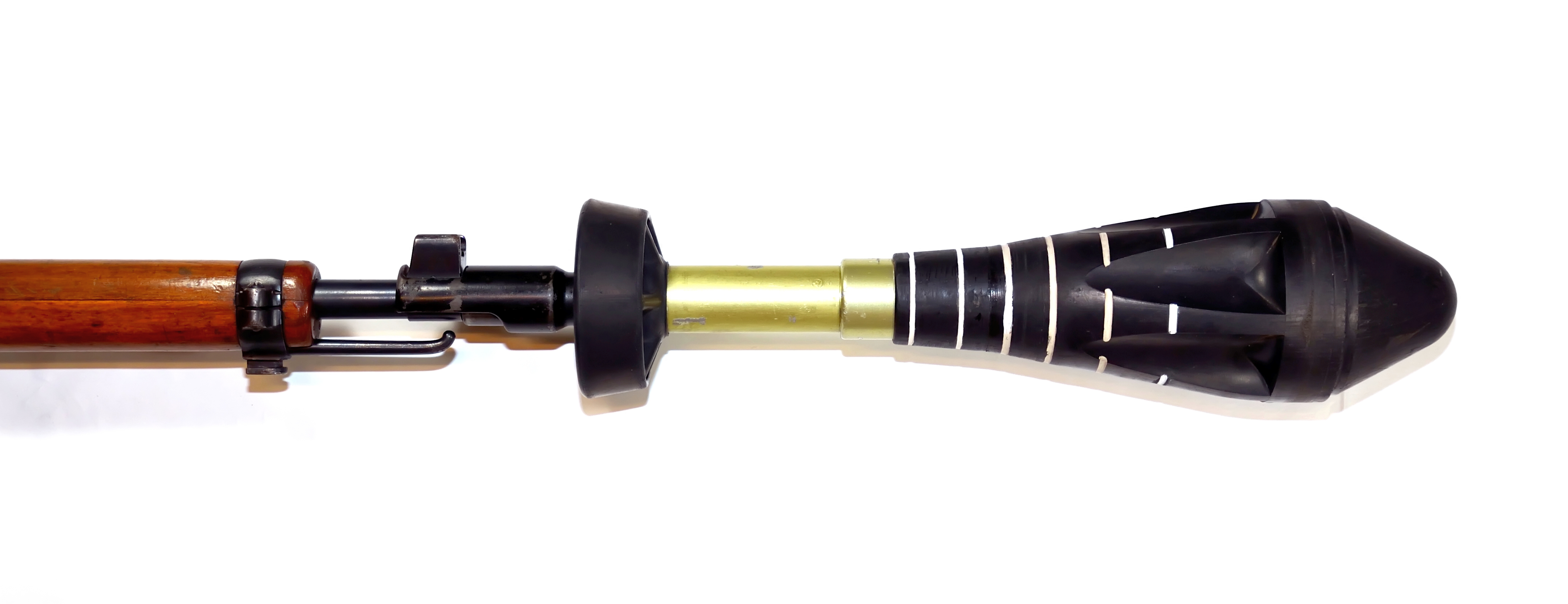
La grenade d'exercice Ex-WG sur son tromblon

Le mousqueton est aussi utilisé pour le lancement des grenades antichar à charge creuse Pz-WG. 44, Ex-WG, Pz-WG. 48 et de la grenade fumigène. Pour cela il est nécessaire de monter un tromblon lance grenade sur son canon et d'utiliser des cartouches propulsives.
Les premières cartouches propulsives 44 (591-1172) s'utilisaient avec le magasin d'origine du mousqueton, lequel pouvait être garni de cartouches propulsives comme de cartouches à balle.
Pour d'éviter les accidents, des magasins furent modifiés par l'ajout d'une butée empêchant l'introduction de la munition de guerre, ces magasins sont étamés et identifiables à leurs couleurs blanches, surnommé "magasin blanc". Une variante plus courte de la cartouche propulsive 44 est alors utilisée.
La cartouche propulsive 44 pour fusil (Gw Treib-Pat 44 ou Cart prop 44 F)
La cartouche propulsive pour les grenades antichar ressemble à une cartouche à blanc pour mitrailleuse, elle ne peut être utilisée qu'avec le mousqueton 31 en qualité de charge propulsive pour la grenade antichar.
Pour permettre de la distinguer clairement des autres munitions, cette cartouche est étamée et la partie inférieure de la douille présente un moletage.
Les gaz qui s'échappent de l'embouchure du canon sous une forte pression peuvent, à courte distance, causer des blessures, pour cette raison, une distance de sécurité minimale de 30 mètres est prescrite.
Le tromblon sert à fixer la grenade au sommet du mousqueton, il existe deux modèles
- L'ancien modèle: fixation au mousqueton au moyen de la fermeture à leviers. (S'utilise avec le Mq.. 31)
- Le nouveau modèle: fixation au moyen d'une douille à ressort et verrouillé derrière le porte guidon. Son poids est de 370 grammes. (S'utilise avec le Mq.. 31 et le Mq.. 11)

Pour le nettoyage, on passe la brosse à crins à l'intérieur du tromblon pour en enlever les résidus de poudre; puis on le graisse légèrement.
Visée
Des cercles de distance sont peints sur le corps de la grenade. D'avant en arrière, ils correspondent aux distances de 10, 20, 30, 40, 50 et 60 m.
Pour viser, le bord supérieur de l'empennage et le cercle de distance sont alignés sur le but. Il est préférable de viser les deux yeux ouverts.
Les buts fixes peuvent être combattus jusqu'à la distance maximale de 120 m. Dans ce cas, il n'existe aucun appareil de visée, le tireur donnera au mousqueton l'inclinaison correspondant à son estimation de la distance et corrigera son tir d'après l'observation des coups.
La grenade d'exercice Ex-WG
L'ancien modèle
Grenade en bois avec tête métallique et empennage en métal léger.
Les grenades d'exercice défectueuses sont, dans la mesure du possible, réparées par la troupe. Pour la réparation, il existe un assortiment de matériel de réparation lui se compose de;
Une enclume, un calibre, une grosse et une petite broche à calibrer, un pointeau, un marteau tendre et un marteau d'acier, une brosse à crins.
Le nouveau modèle
Grenade en caoutchouc avec empennage en métal léger.
- Poids: 855 g.
- Longueur: 35 cm.
- Diamètre ext. de l'ogive: 255 mm.

Les grenades ne peuvent pas être réparées par la troupe, les projectiles défectueux doivent être remis à l'arsenal.
La grenade antichar Pz-WG 44 (591-1152)
La grenade 44 est livrée prêt au tir.
- Poids: 855 g.
- Vitesse V0: ~40 m/s
- Portée: ~60 mètres (120 m sur des buts fixe)

La grenade antichar Pz-WG 48 (591-1156)
La grenade 48 est pourvue d'un fusée permettant l'explosion sous un angle plus aigu et son efficacité est supérieur à la grenade antichar 44.
Elle doit être préparée pour le tir par la troupe, en dévissant l'empennage, en introduisant le détonateur dans la partie postérieure du projectile et en vissant de nouveau à fond l'empennage.
- Poids: 840 g.
- Vitesse V0: ~42 m/s
- Portée: ~60 mètres (120 m sur des buts fixe)

En 1942, le groupe de combat se compose de 10 hommes dont deux sont des fusillers anti-chars (position 6 et 7 dans la formation). Ils sont chacun équipés de deux grenades et de 10 cartouches propulsives.
La grenade antichar Pz-WG pouvait aussi être tirée par le SIG AM-55. Pour cela, on démontait le frein de bouche dont la forme n'était pas sans rappeler celle du Zfk55.

## Galerie

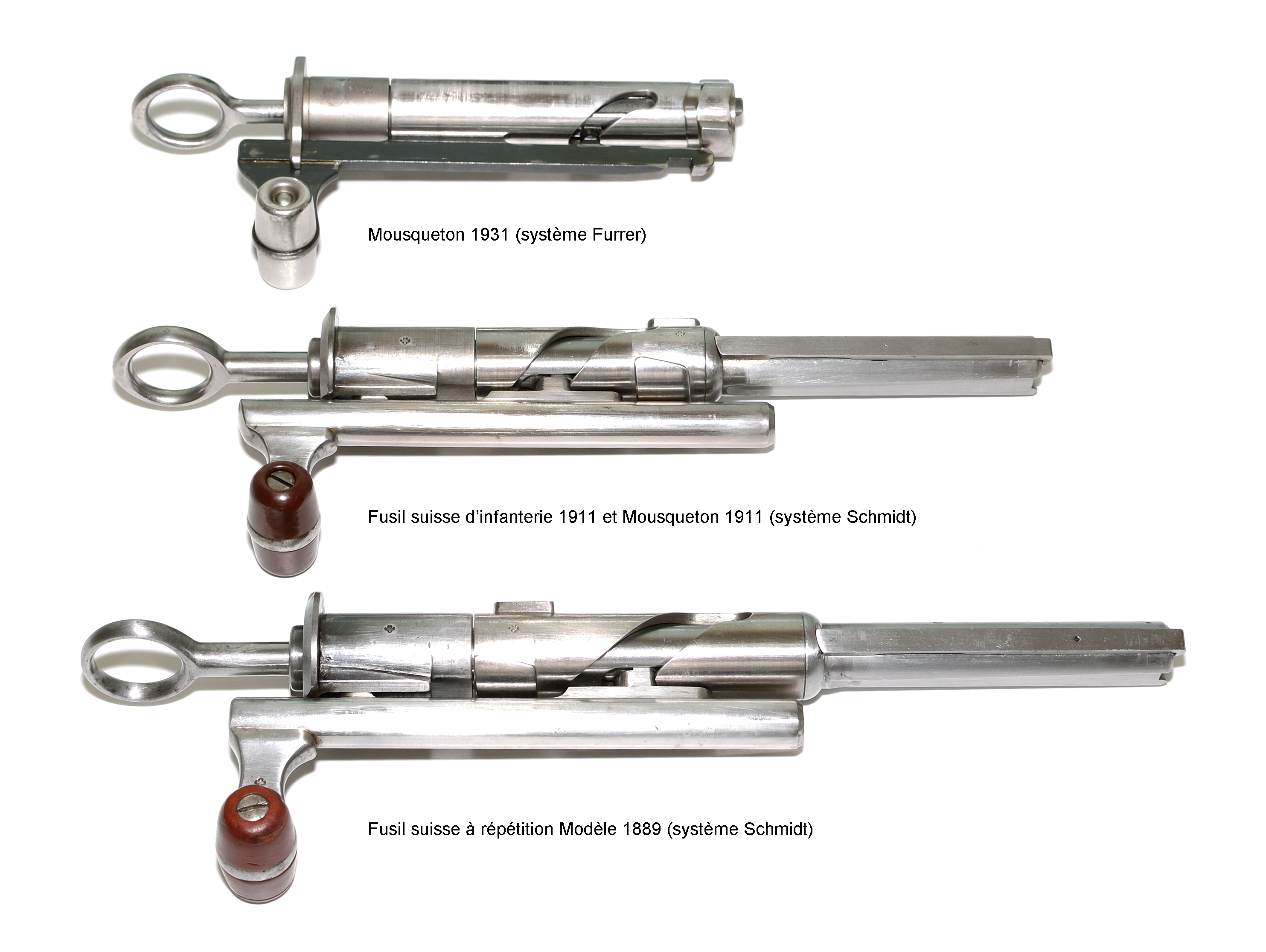
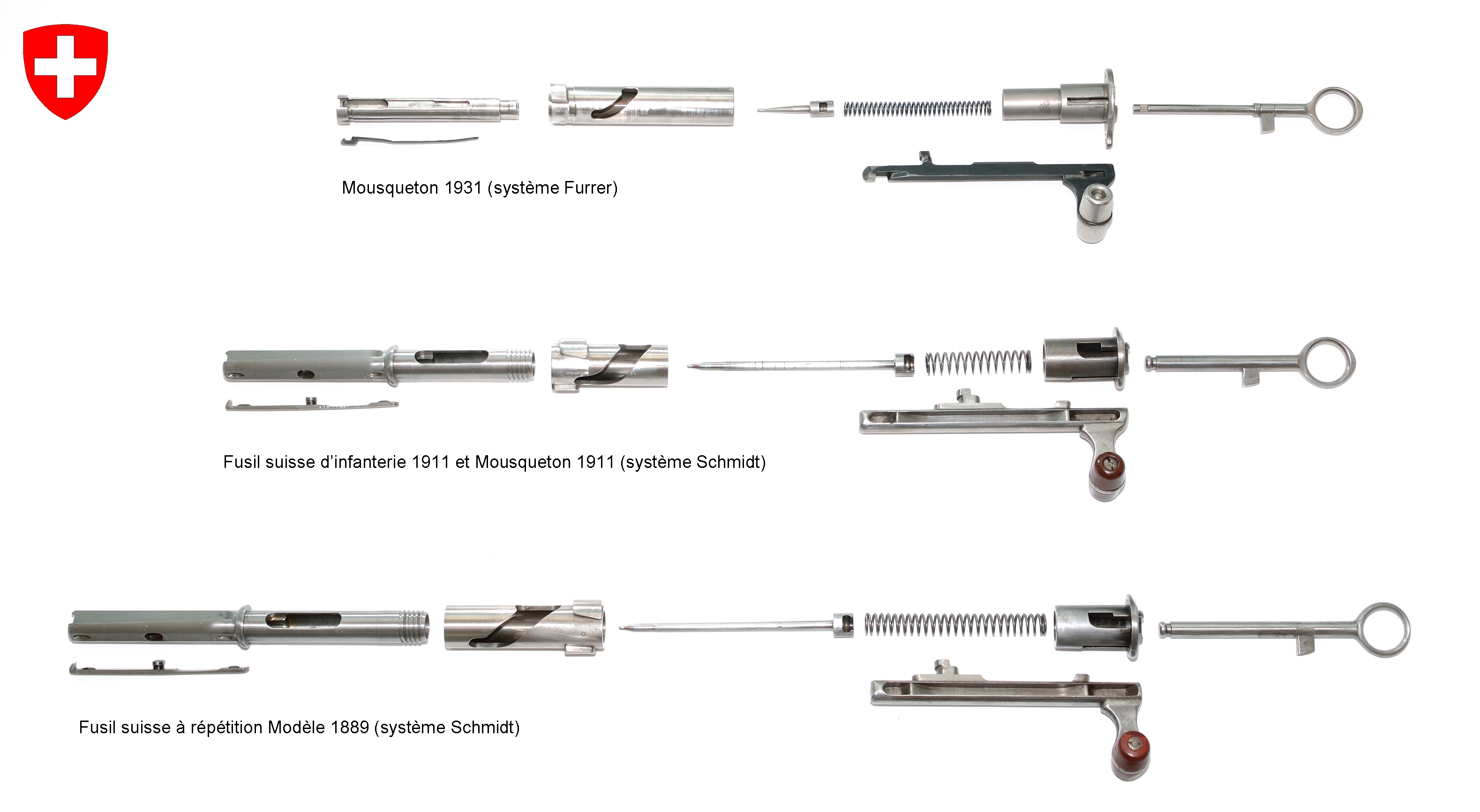
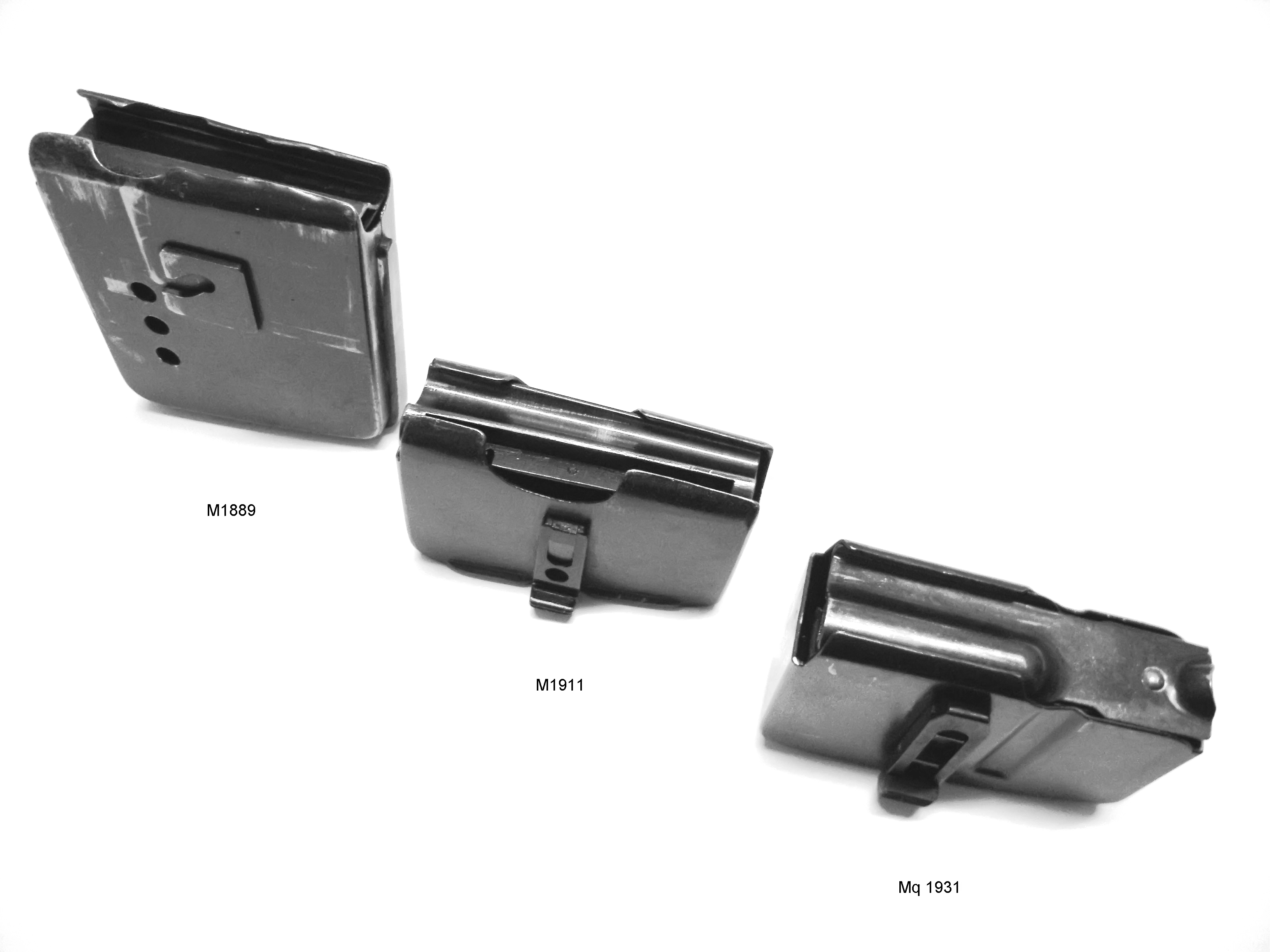
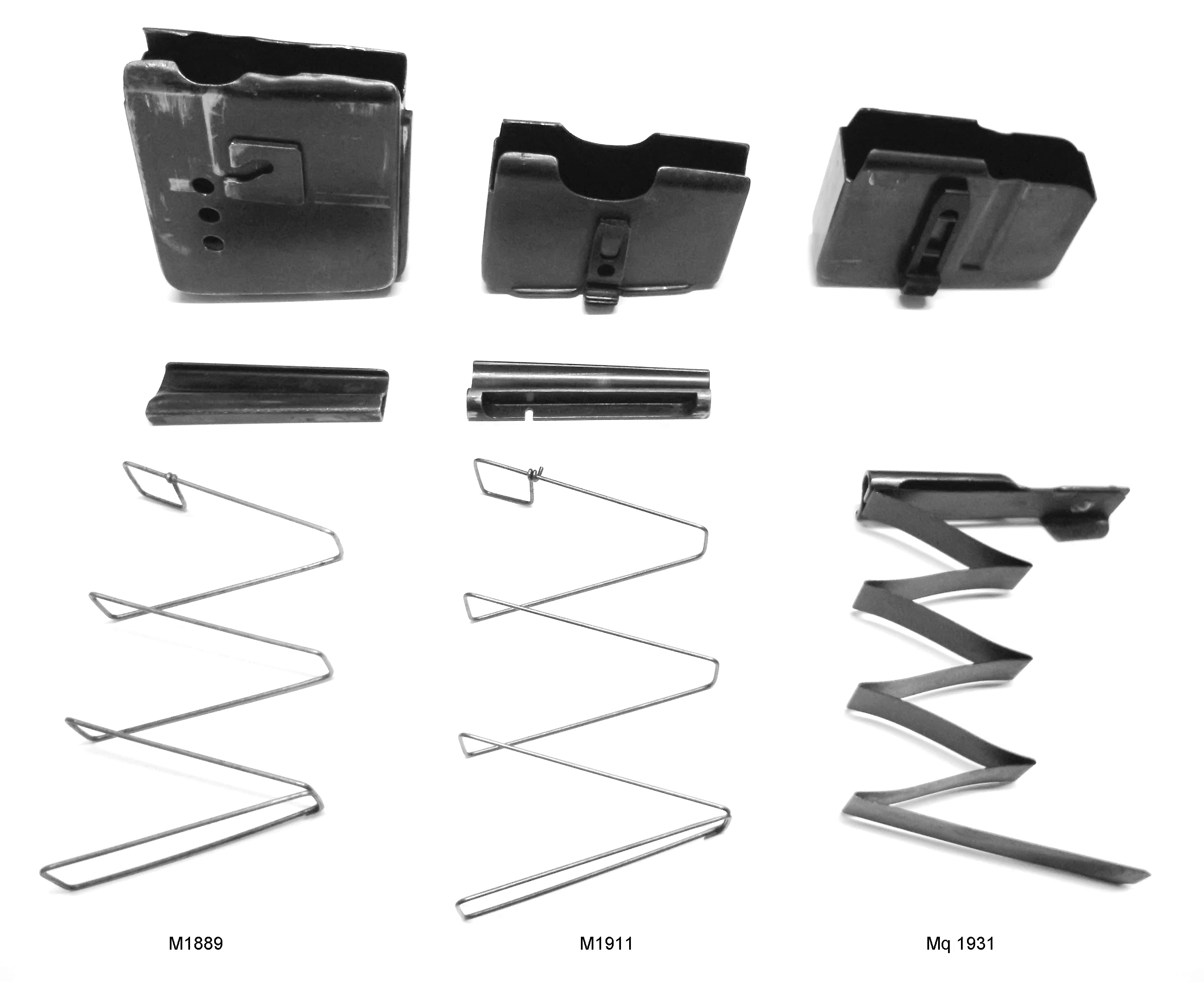
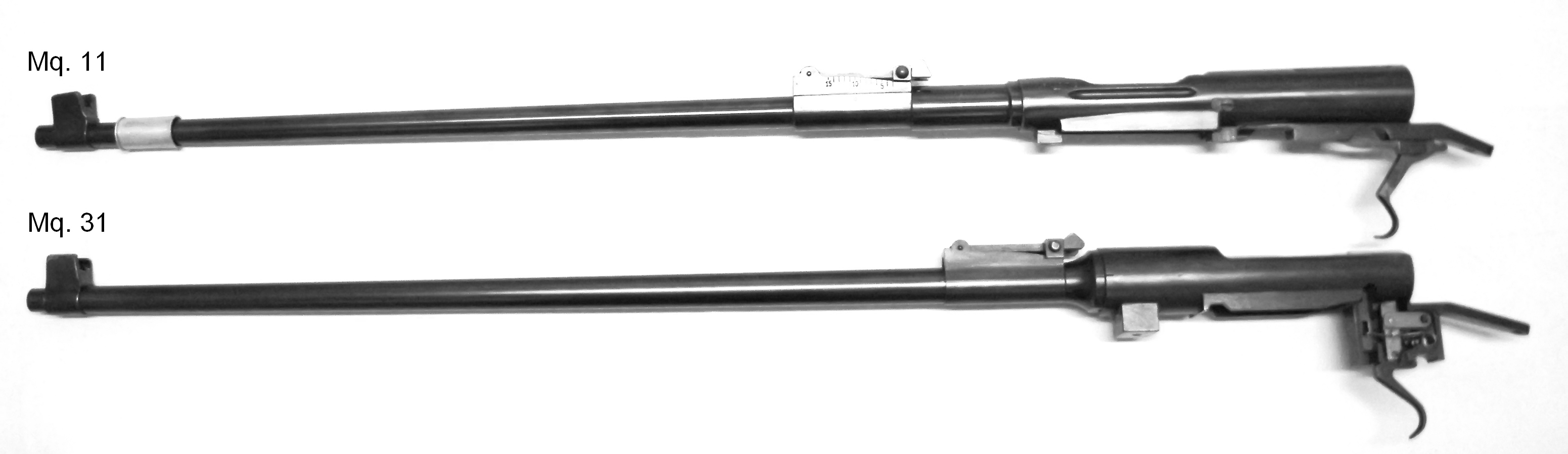
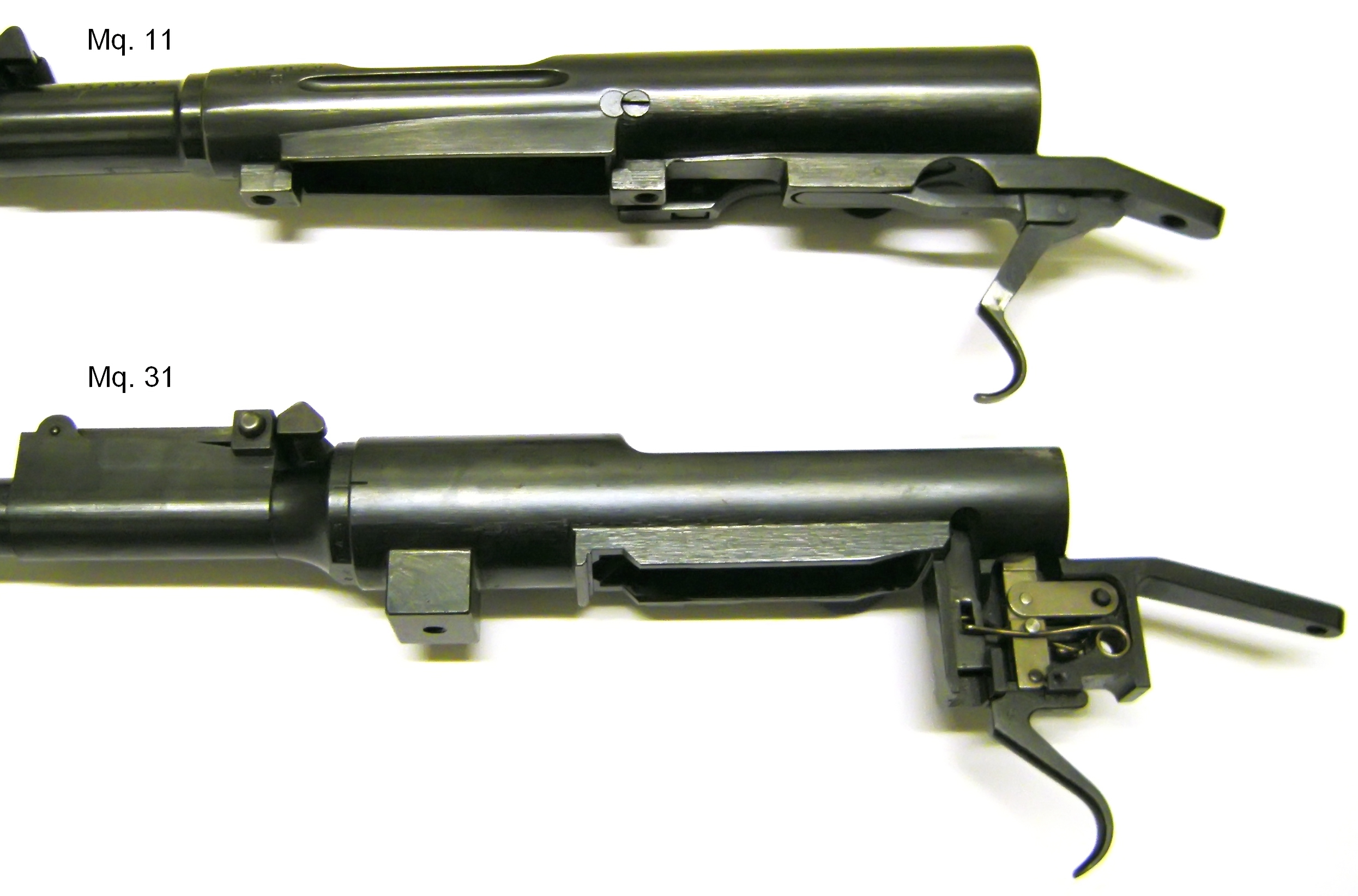
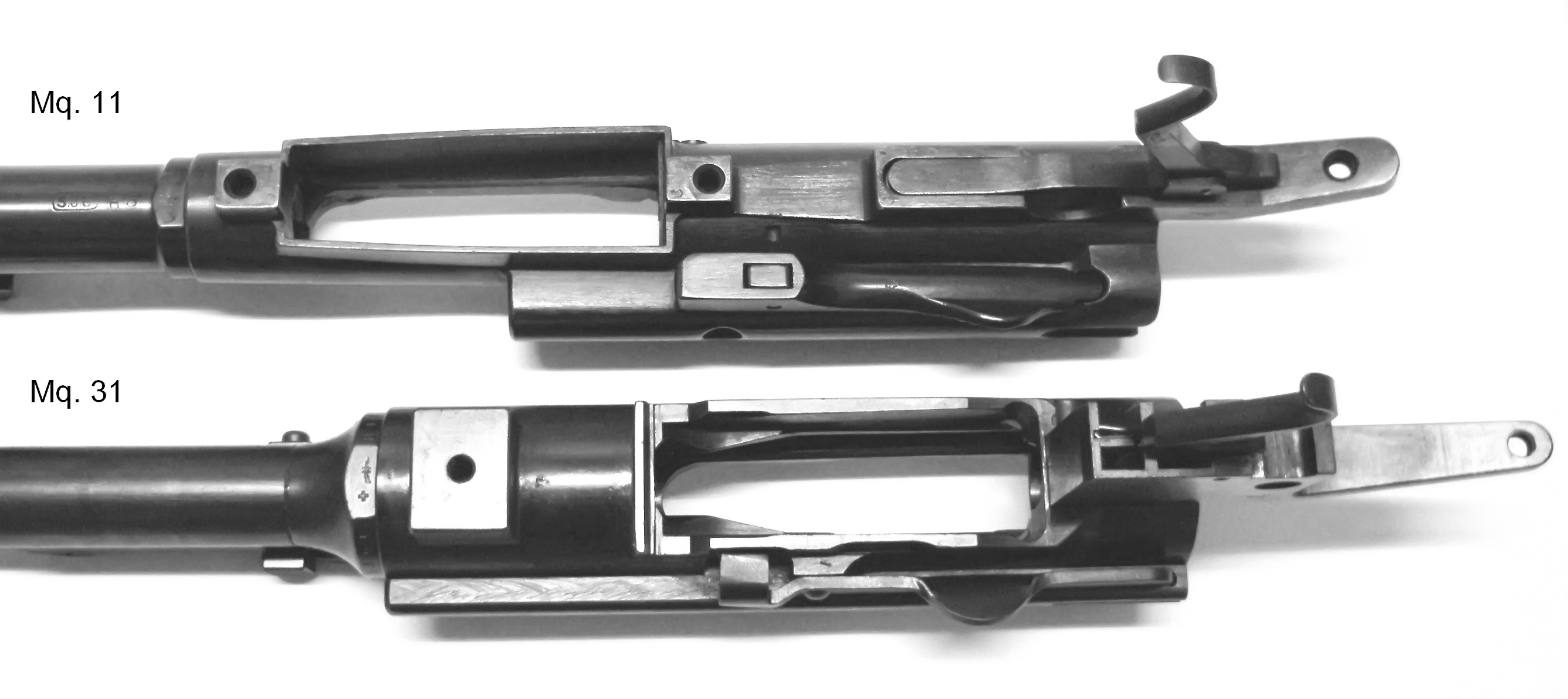
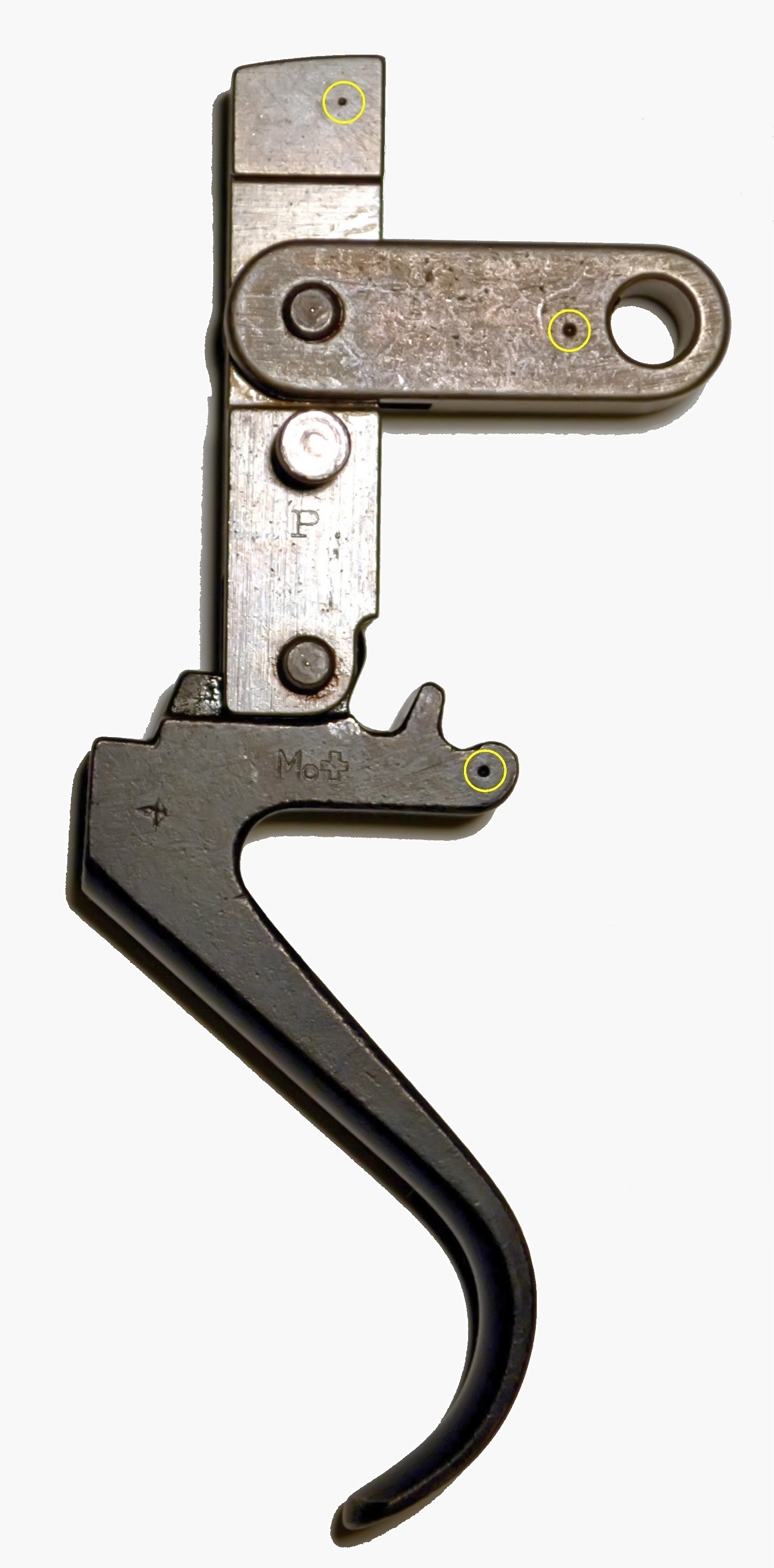
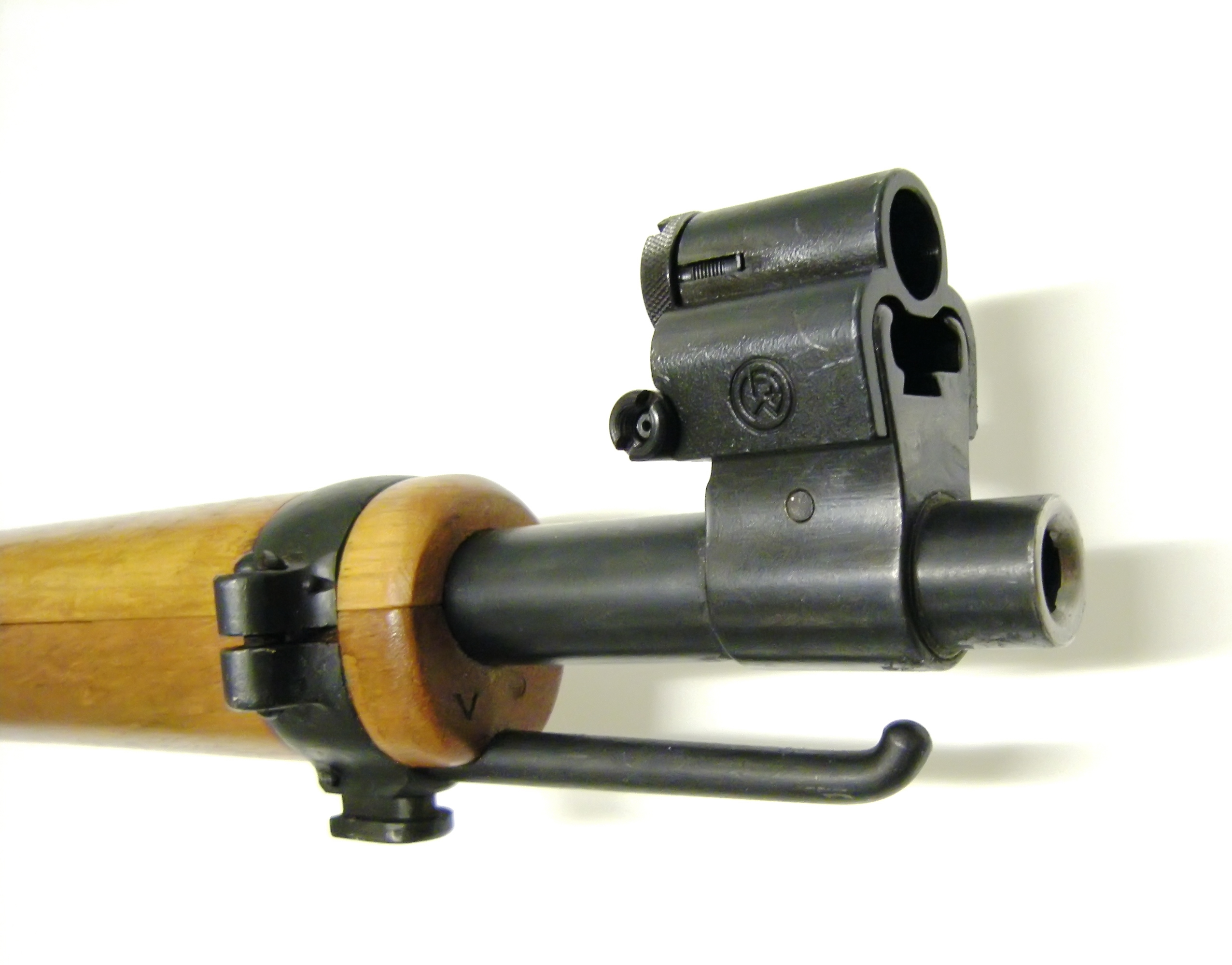
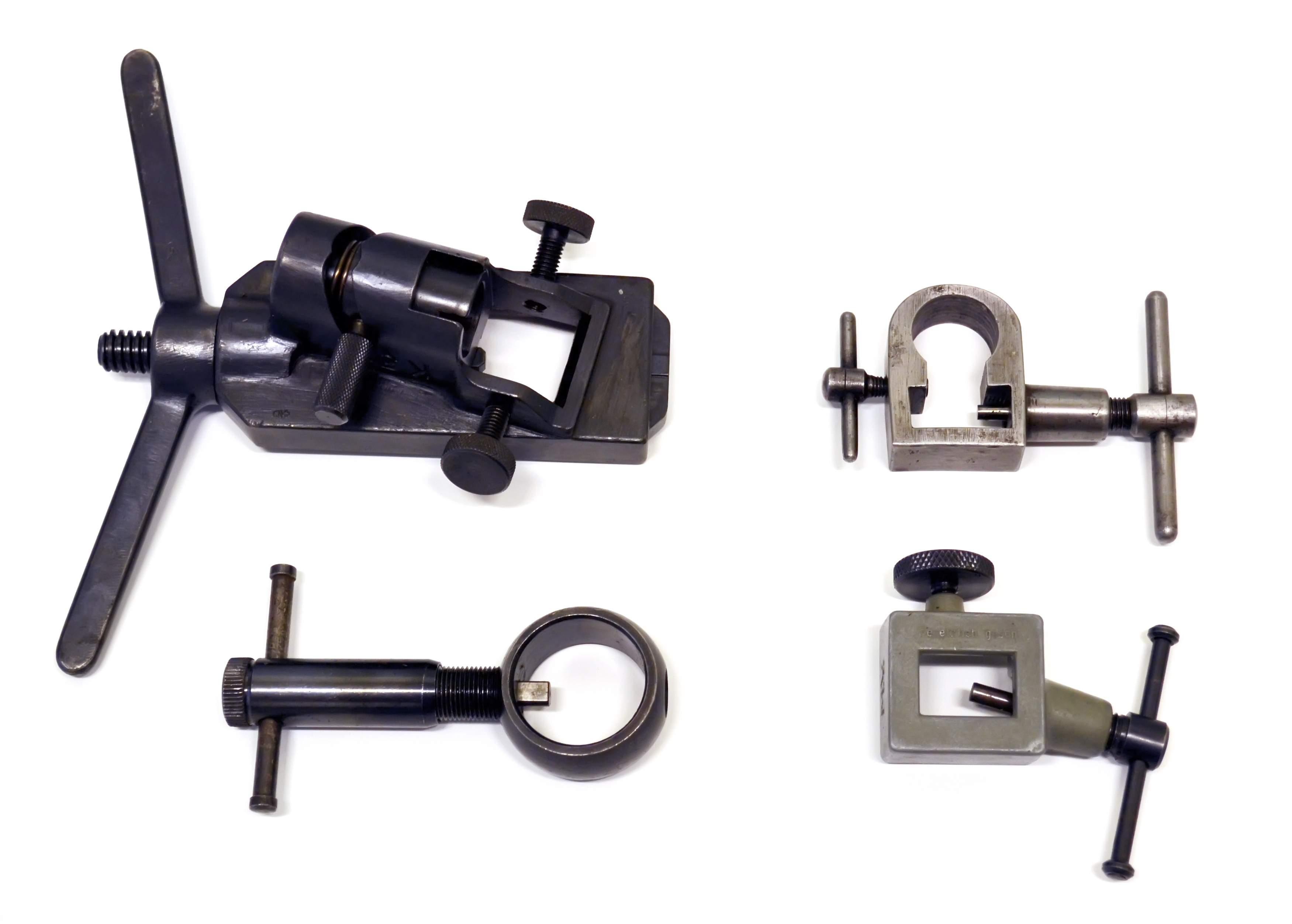
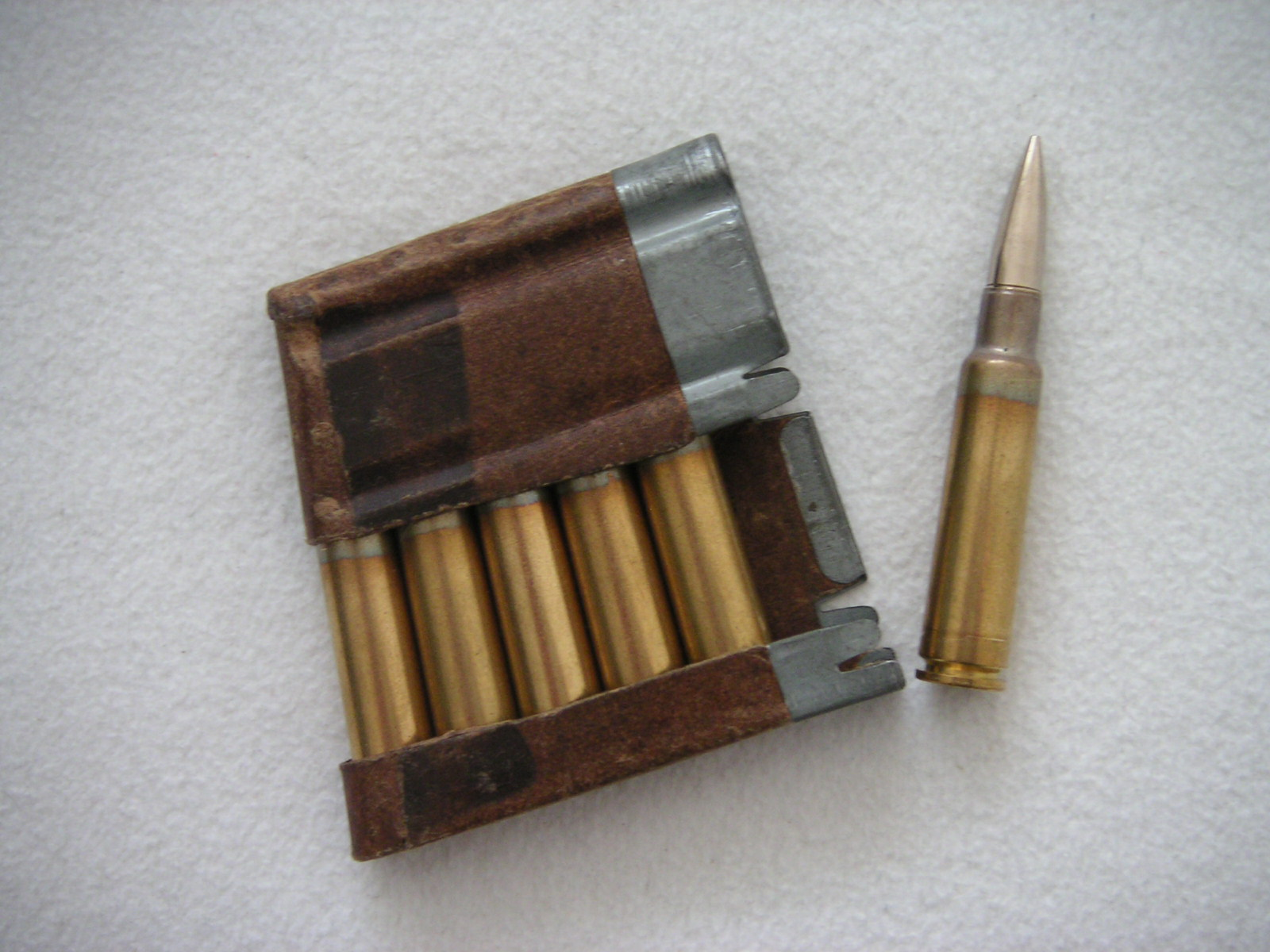
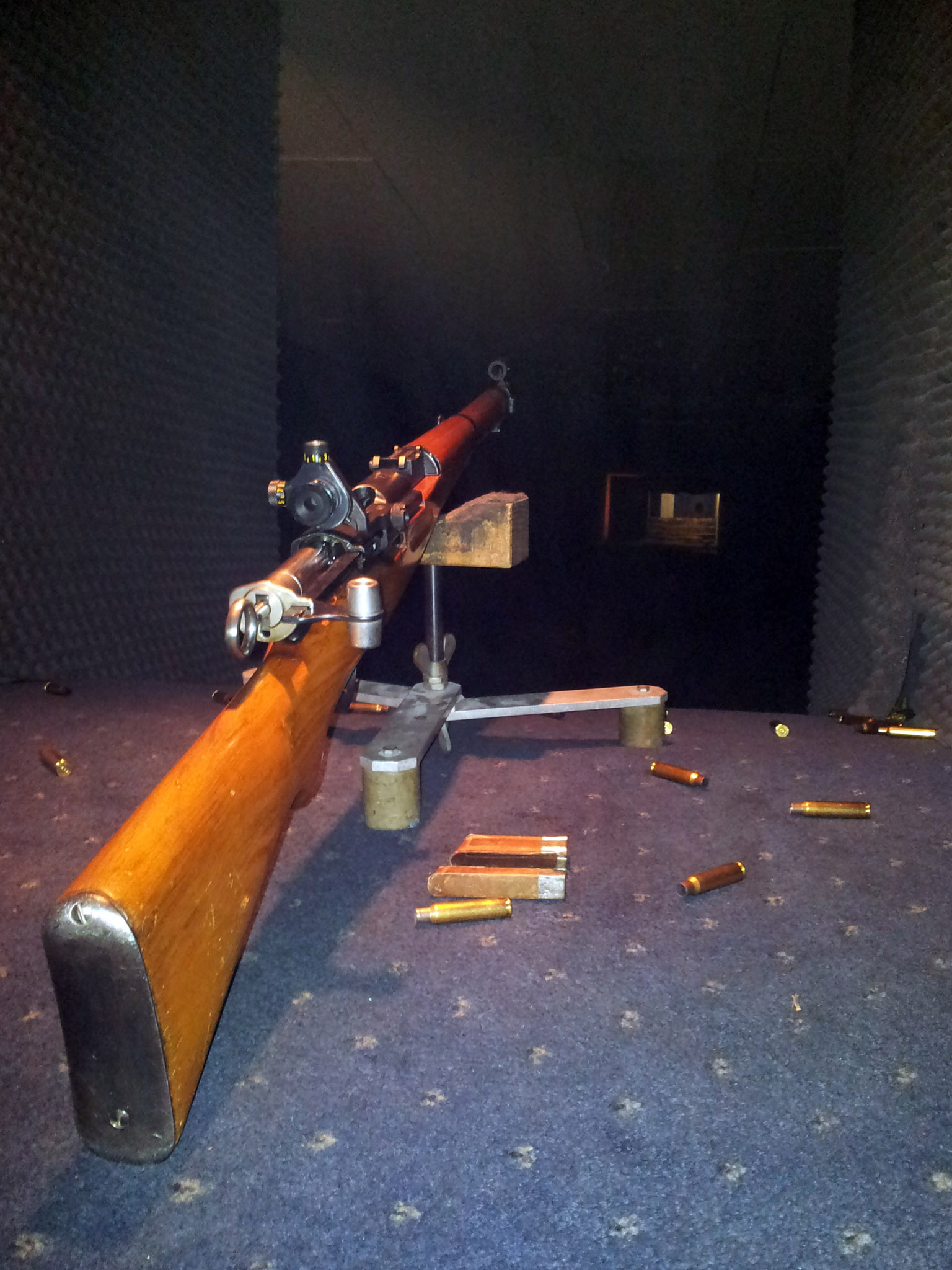
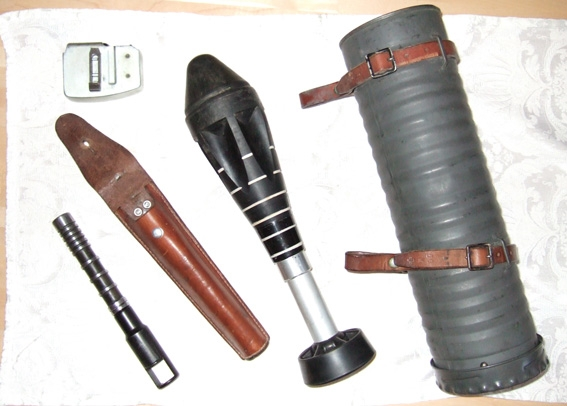
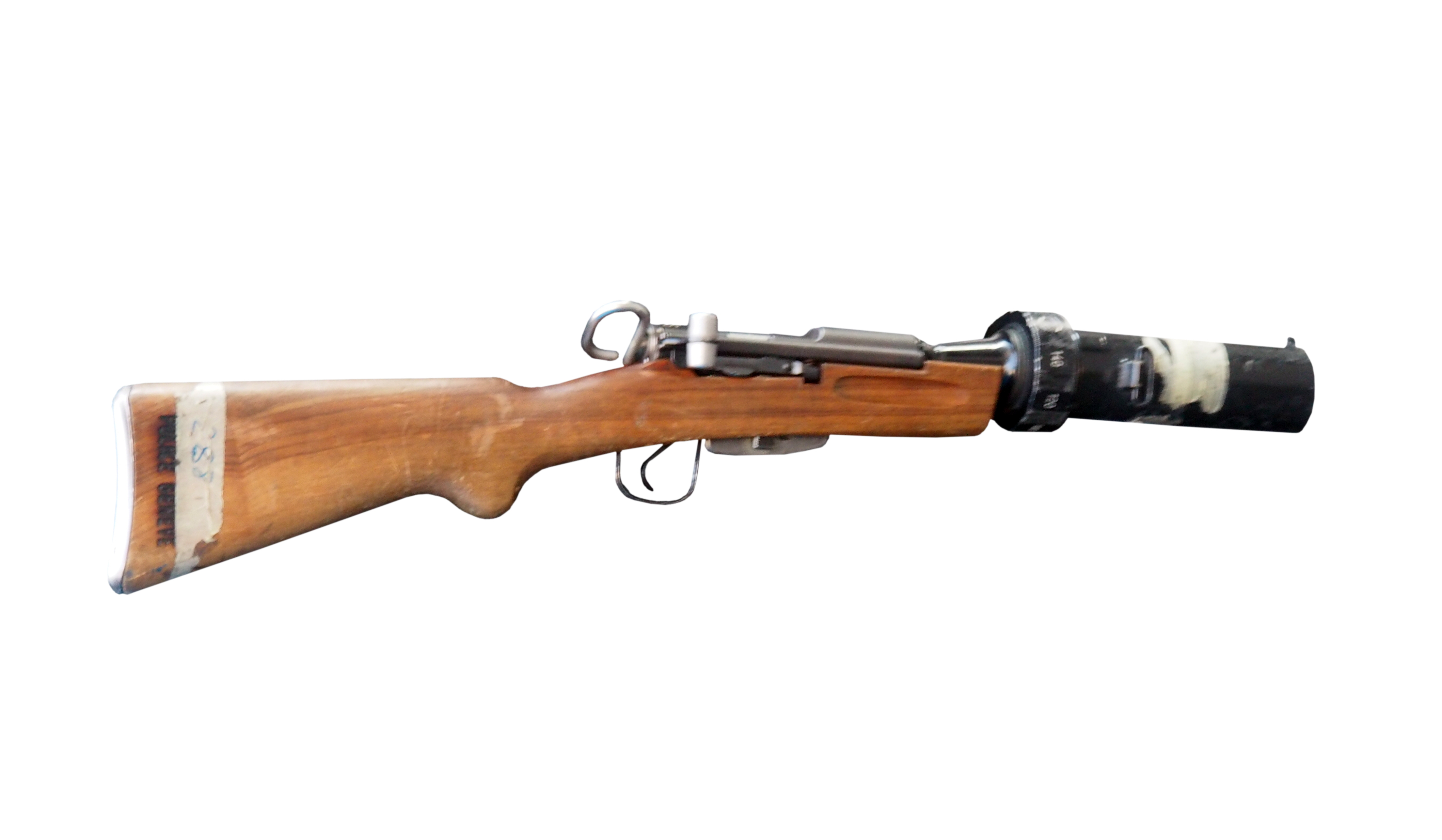
Mousqueton 1931 lance-grenade lacrymogène de la Police cantonale genevoise